# Bugatti Type 57
Pour les articles homonymes, voir Bugatti (homonymie).
 (avril 2023).
Si vous disposez d'ouvrages ou d'articles de référence ou si vous connaissez des sites web de qualité traitant du thème abordé ici, merci de compléter l'article en donnant les références utiles à sa vérifiabilité et en les liant à la section « Notes et références ».
La Bugatti Type 57 est un des modèles les plus emblématiques et mythiques de la marque de voiture de sport de luxe et de prestige Bugatti, et de l'automobile de sport de luxe mondiale des années 1930. Ultime création d'élite, de record de vitesse, de grand luxe, de prix, et d'excellence mécanique de Jean Bugatti (fils héritier d'Ettore Bugatti) elle est présentée au Salon de Paris 1933, commercialisée à 685 exemplaires en de nombreuses variantes de carrosserie individualisées, entre mars 1934 à mai 1940, et victorieuse en particulier des Rallye des Alpes françaises 1935, Grand Prix automobile de France 1936, 24 Heures du Mans 1937, et 24 Heures du Mans 1939. En 2010, la première des trois Bugatti Type 57SC Atlantic 1936 (déclinée du concept-car Bugatti Aérolithe de 1935) est vendue à deux collectionneurs américains, pour la somme de 30 millions de dollars[réf. nécessaire].

## Historique
La Bugatti Type 57 est présentée au Salon de Paris d'octobre 1933 sous la verrière du Grand Palais. Conçue par Jean Bugatti, qui a hérité de la direction de Bugatti, ainsi que du génie en mécanique et en design artistique de son père, elle remplace la Bugatti Type 49 dont elle reprend la cylindrée du huit cylindres et le châssis.

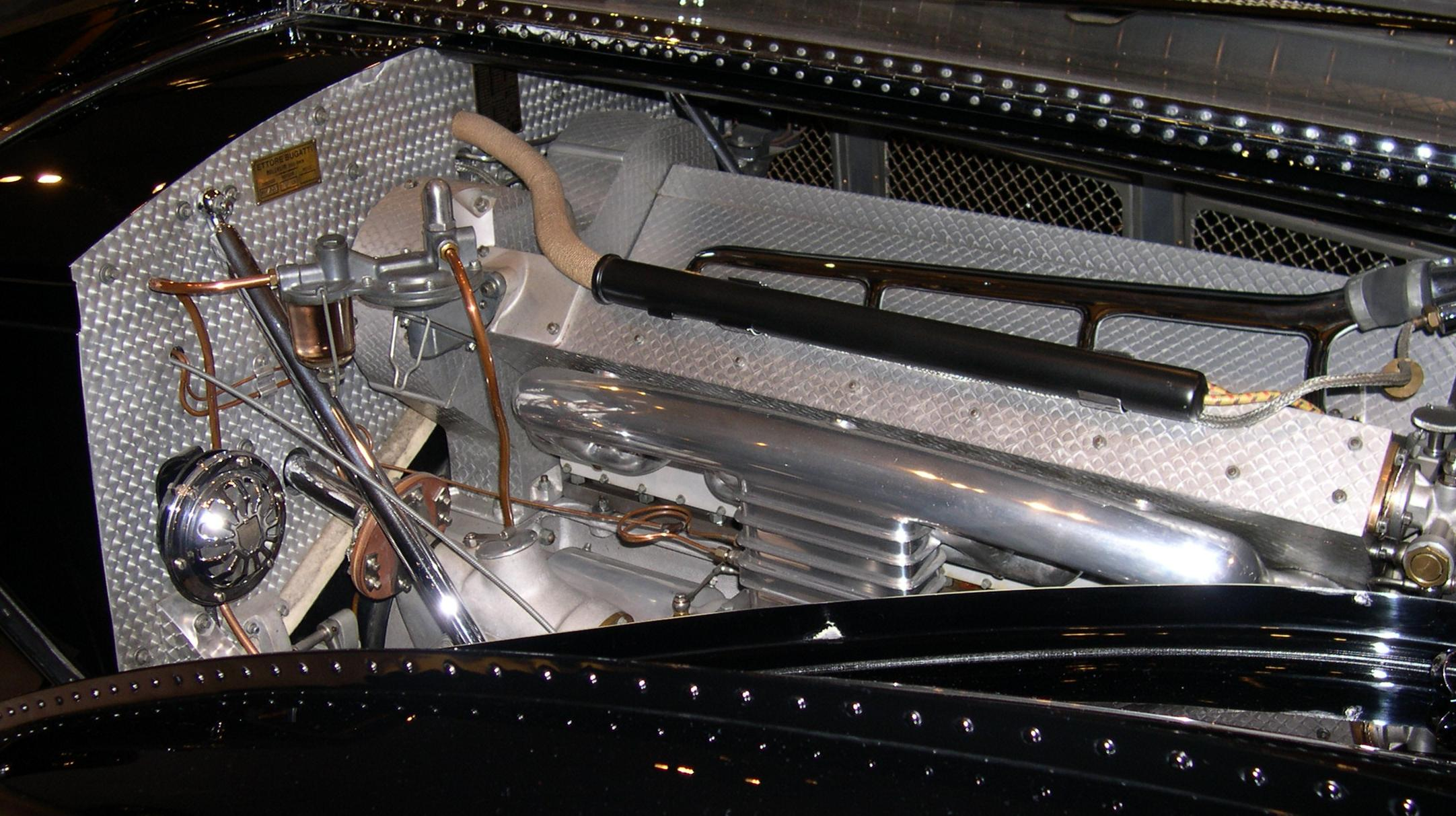
Moteur 8 cylindres Bugatti 57SC Atlantique compressé à double arbres à cames en tête.
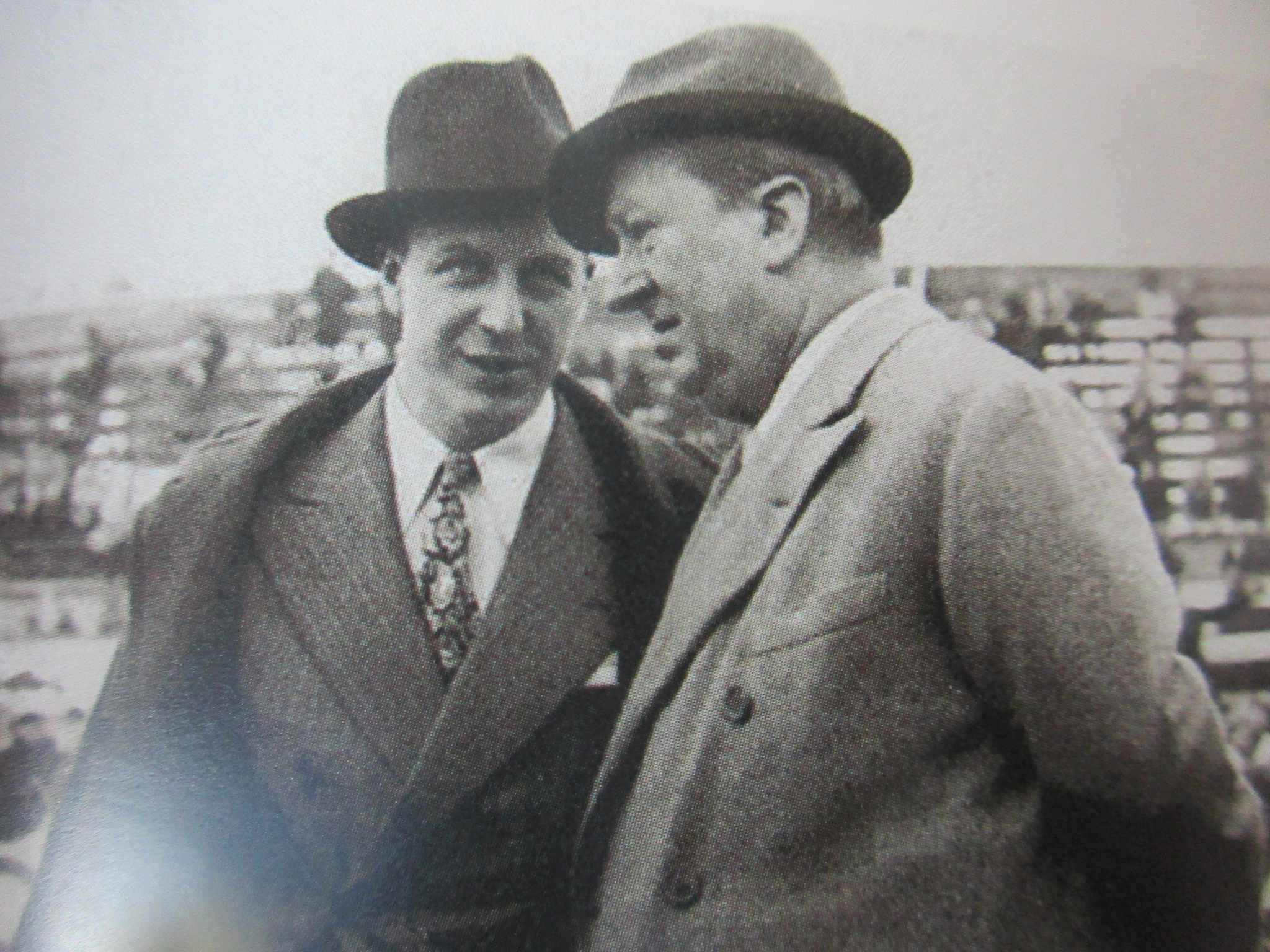
Ettore Bugatti et son fils Jean Bugatti en 1930.

### Motorisation
Voiture de sport polyvalente d’élite, elle est motorisée par un moteur 8 cylindres en ligne Bugatti à double arbre à cames en tête de 140 chevaux environ (un sommet de performance de son temps). Le haut moteur est une variante éprouvée, notamment avec les moteurs de Bugatti Type 50 et Bugatti Type 51 conçu par Jean Bugatti après avoir vu les merveilles réalisées par un moteur américain Miller en comparaison avec le moteur de type 39 usine. Ce double ACT marque un renouveau pour la marque de Molsheim. En effet, les constructeurs proposant un tel raffinement technologique ne sont pas nombreux. Citons tout de même Salmson et Alfa Romeo. Avec 3 257 cm3 de cylindrée pour une puissance de base de 135 ch à 4 500 tr/min (140 ch à partir de 1935) pour 155 km/h de vitesse de pointe (une des voitures routières les plus rapides de son temps) 160 ch en version à compresseur (C), 180 ch en version sport (S), et 200 ch en version SC pour plus de 210 km/h de vitesse de pointe, elle a bien peu de rivales, à l'exception des Lagonda V12, ou des Alfa Romeo 8C 2900.
Le carter moteur, avec l'embrayage et le carter de la boîte participent à la rigidité du châssis comme pour toute voiture de cette époque. En 1936, le carburateur Bugatti est remplacé par un carburateur double-corps Stromberg. Le châssis est renforcé, le moteur est monté sur silentbloc en caoutchouc, avec amortisseurs De Ram en option, le style du tableau de bord évolue au fil des millésimes, tout comme certaines pièces mécaniques comme le collecteur d'échappement à sortie vers l'arrière à partir de 1935, l'apparition des amortisseurs télescopiques Allinquant, ou encore des freins à commande hydraulique à partir de 1938...
À la suite des demandes du « patron » Ettore Bugatti, les 57 conserveront un essieu avant rigide participant grandement à leur exceptionnelle tenue de route, malgré un prototype à roues avant indépendantes surnommé Crème de Menthe (#57110), dont les deux parties sont reliées par un curieux manchon central.

### Carrosseries
Les Type 57 sont commercialisées progressivement avec le temps, avec une importante série de carrosseries Bugatti toutes réalisées artisanalement, baptisées par des noms de grands cols de montagne européens et hauts lieux de compétition automobile, dessinées et produites sous la direction de Jean Bugatti, ou par des carrossiers indépendants les plus prestigieux de l'époque dont Vanvooren, Jacques Saoutchik, Gangloff, Figoni & Falaschi, Letourneur & Marchand, Vanden Plas, Jean Henri-Labourdette, Hermann Graber, Corsica : 
- Galibier berline 4 places (Col du Galibier)
- Ventoux coach quatre places deux portes (Mont Ventoux)
- Stelvio cabriolet 4 places (Col du Stelvio)
- Aravis cabriolet 2 places (Chaîne des Aravis)
- Aérolithe prototype dessiné et réalisé par Jean Bugatti
- Atlantic (4 ex) coupé deux places (Océan Atlantique, en anglais)
- Atalante coupé 2 places sur châssis normal puis très rapidement sur châssis S, raccourci et surbaissé (Atalante de la mythologie grecque)
- Tank version course (57 G Tank Bugatti)

Quelques modèles
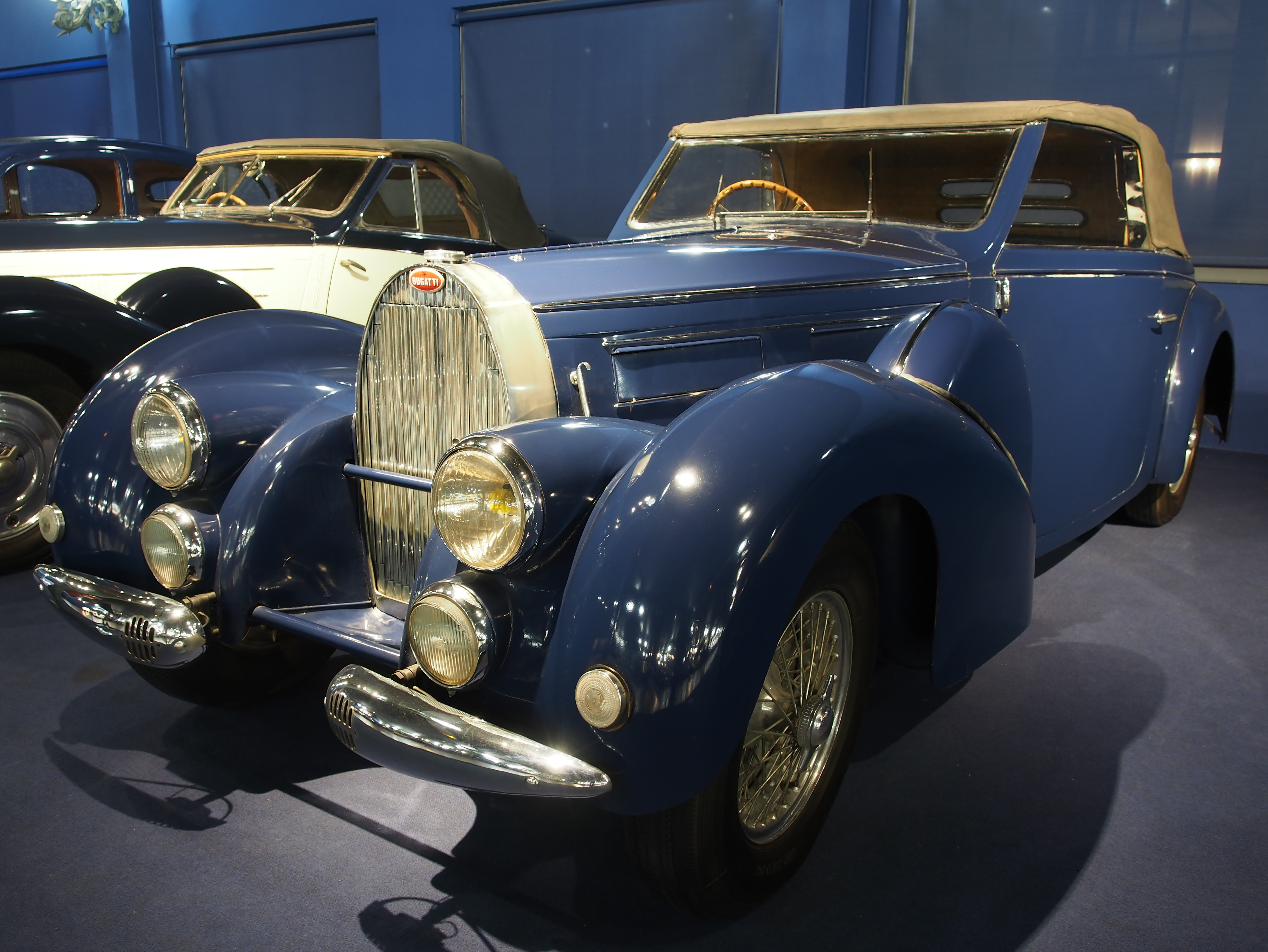
57 C cabriolet Gangloff 1939 (Cité de l'automobile de Mulhouse).
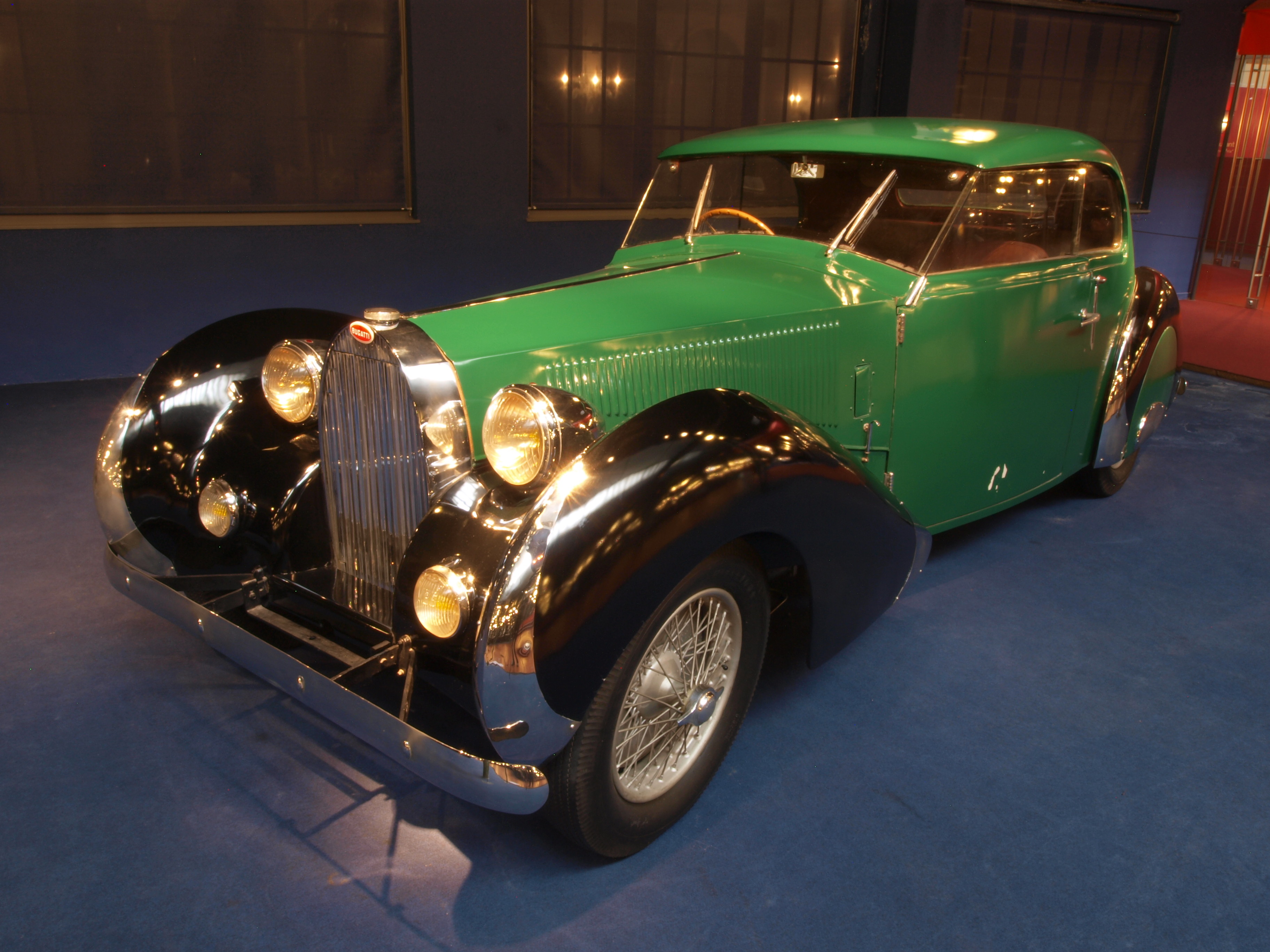
57 Coach "Vutotal" par Labourdette (Cité de l'automobile de Mulhouse).
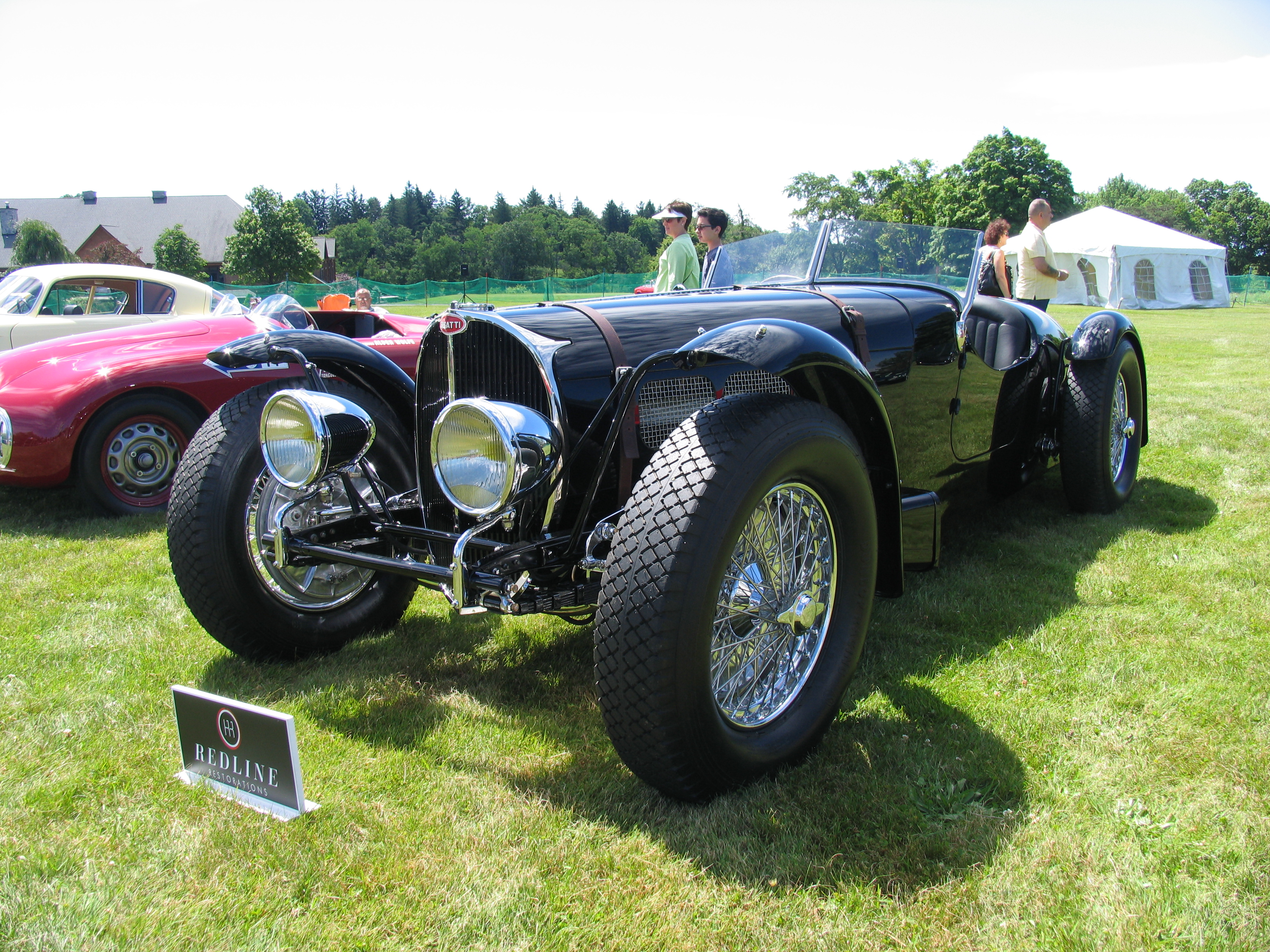
57 S carrosserie réplique Roadster.
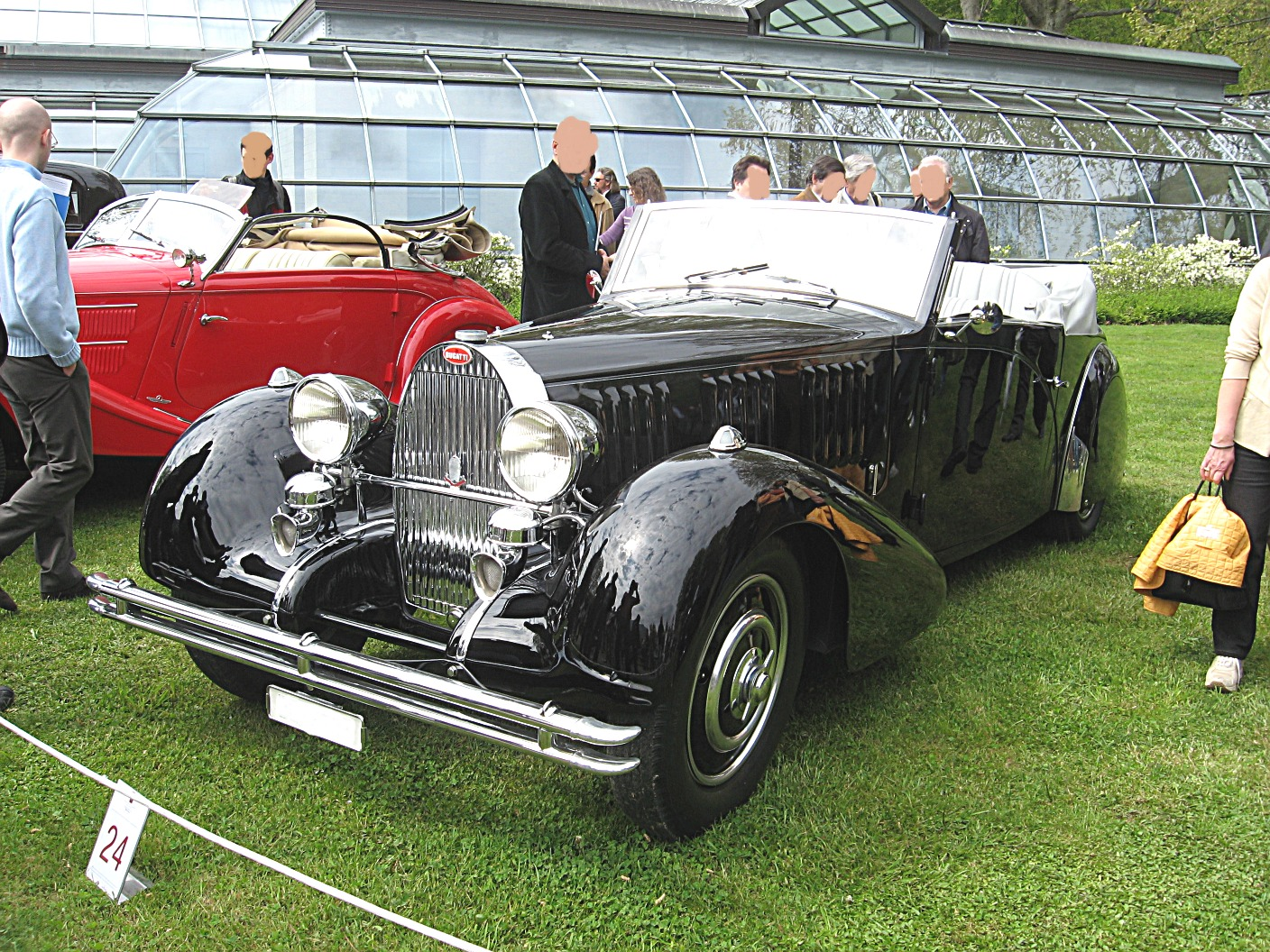
57 cabriolet Graber 1936 (photo Concours d'élégance Villa d'Este).
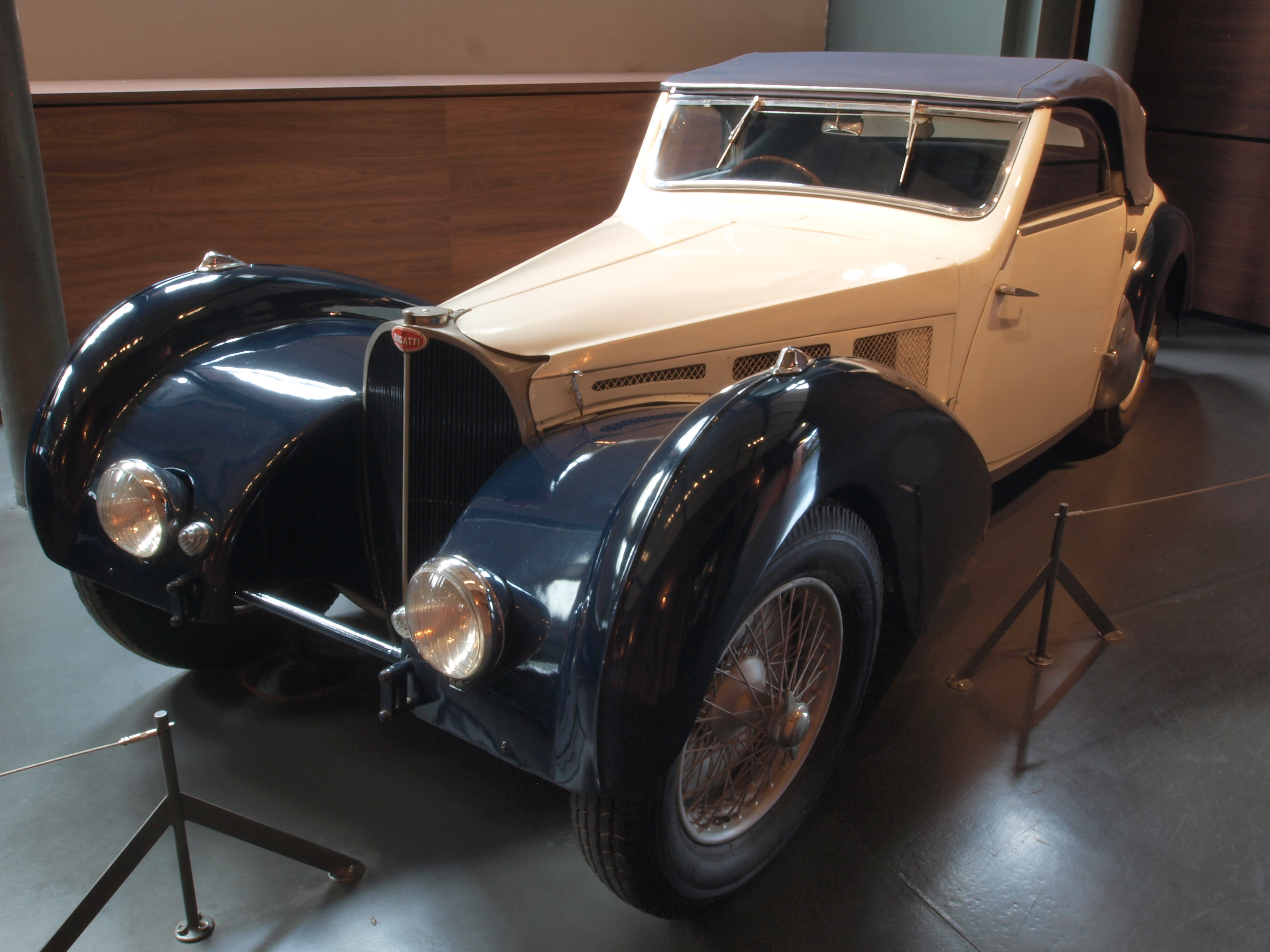
57 S cabriolet Aravis par Paul Née (Cité de l'automobile de Mulhouse).
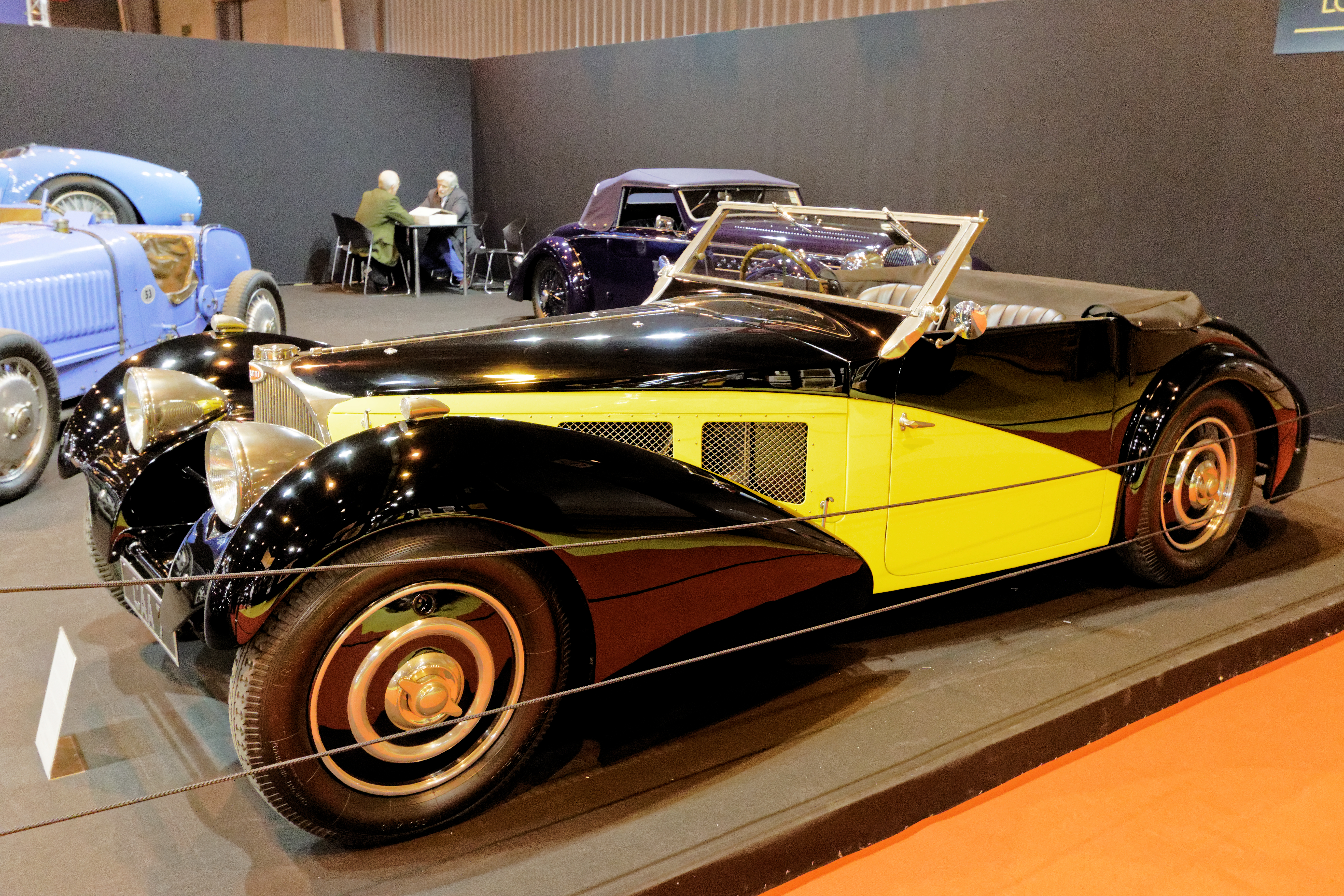
57 S roadster par Corsica.
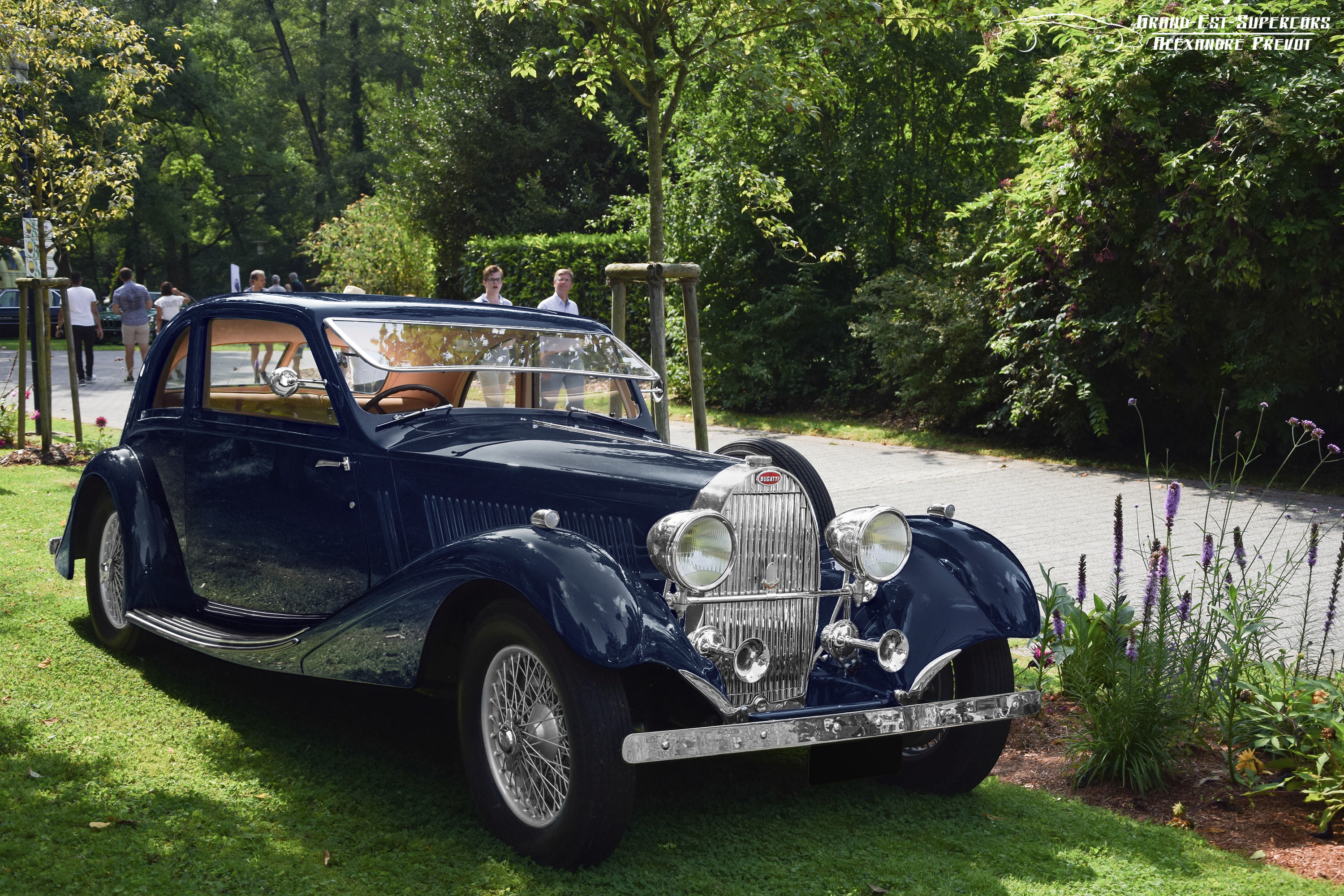
57 coupé par JamesYoung 1934.
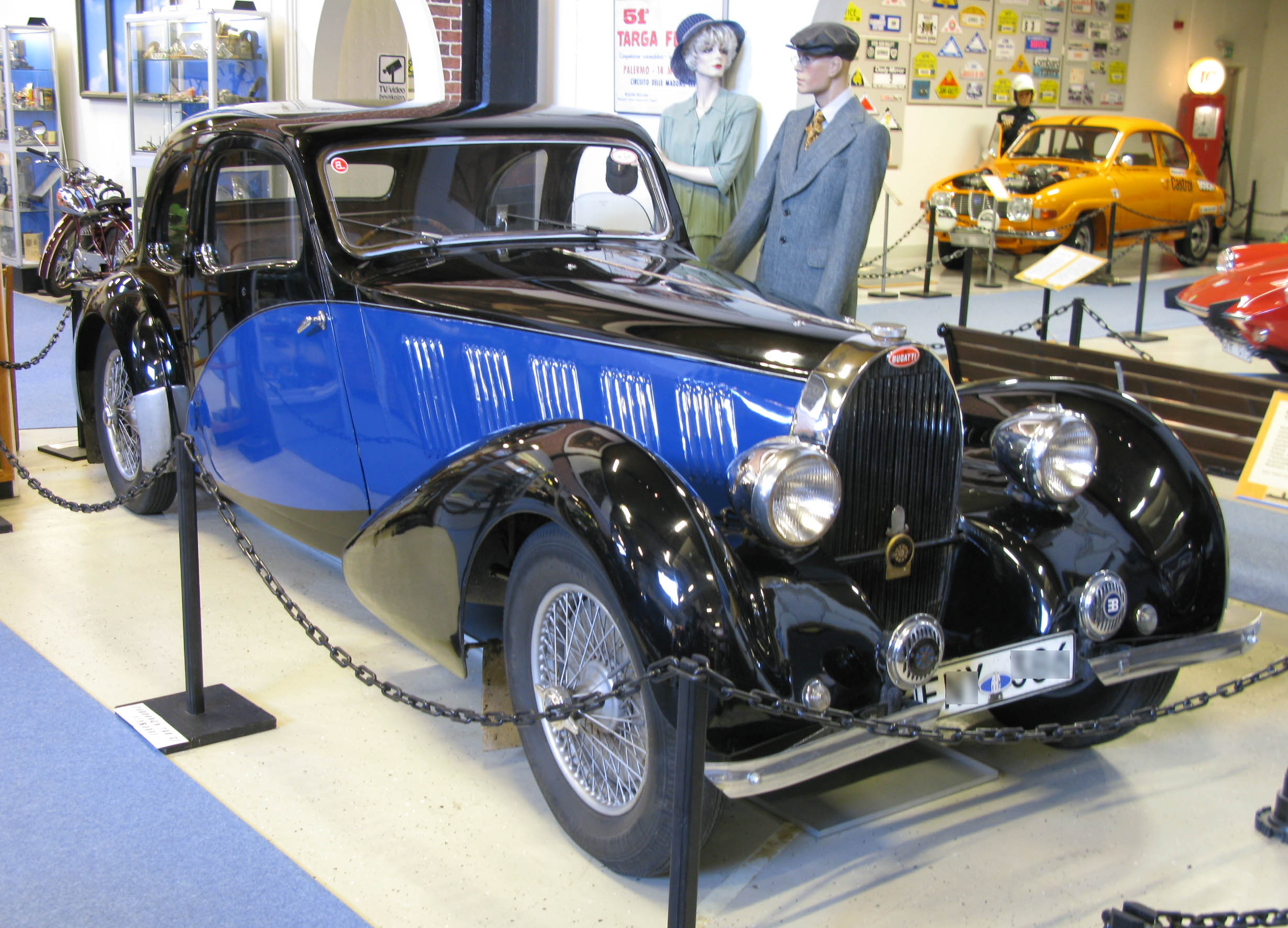
57 coach par Graber 1936.
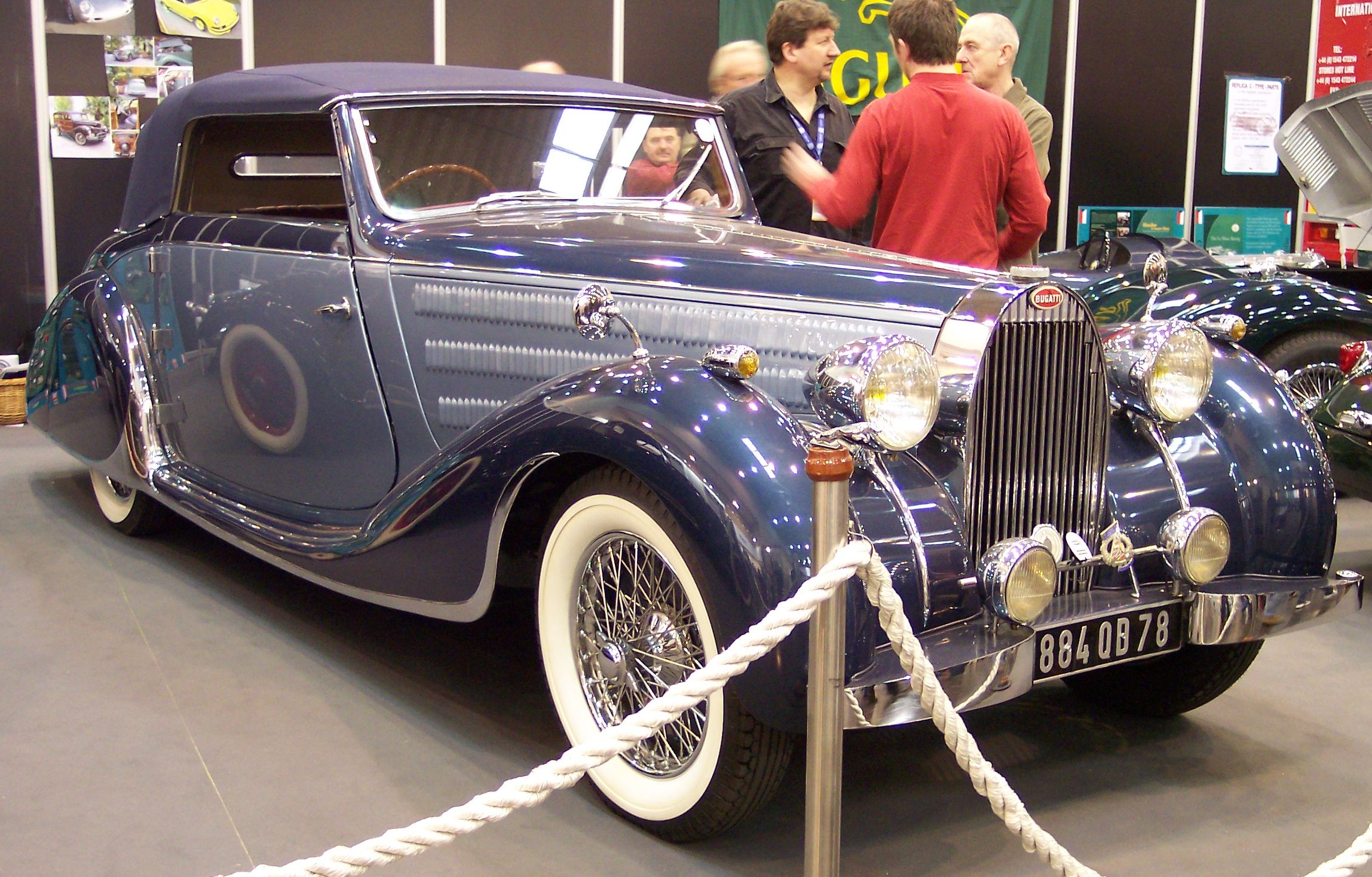
57 cabriolet Stelvio par Gangloff 1936 (Fondation Bugatti de Molsheim).
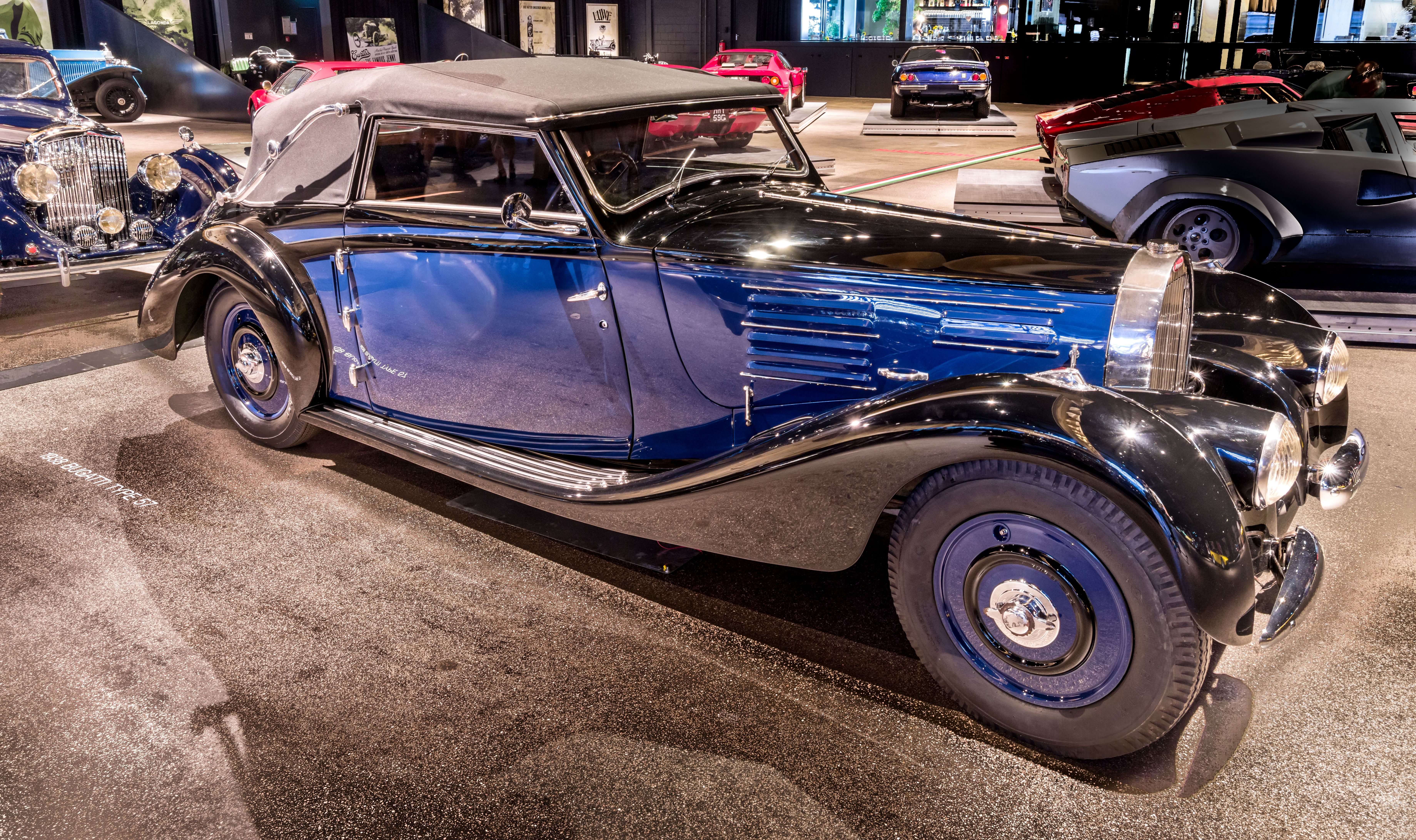
57 cabriolet par Vanvooren 1938 (Volante Museum).

### Type 57 T (Tourisme)
Un Type 57 (châssis 57316) est fabriqué spécialement pour le colonel G.M. Gilles, fondateur du British Bugatti Club. Destinée à participer au Tourist Trophy de Dundrod, elle a une puissance de 148 cv grâce à un taux de compression augmenté. Ce moteur est le 8 cylindres en ligne de 3 257 ccm et n'a pas de compresseur.
Carrossée par Bertelli de Feltham, sur un dessin d’Éric Gilles, le frère du propriétaire, elle restera la propriété du colonel jusqu'en 1939. Elle sera vendue aux enchères du Goodwood Felstival of speed en 2004.

57 T
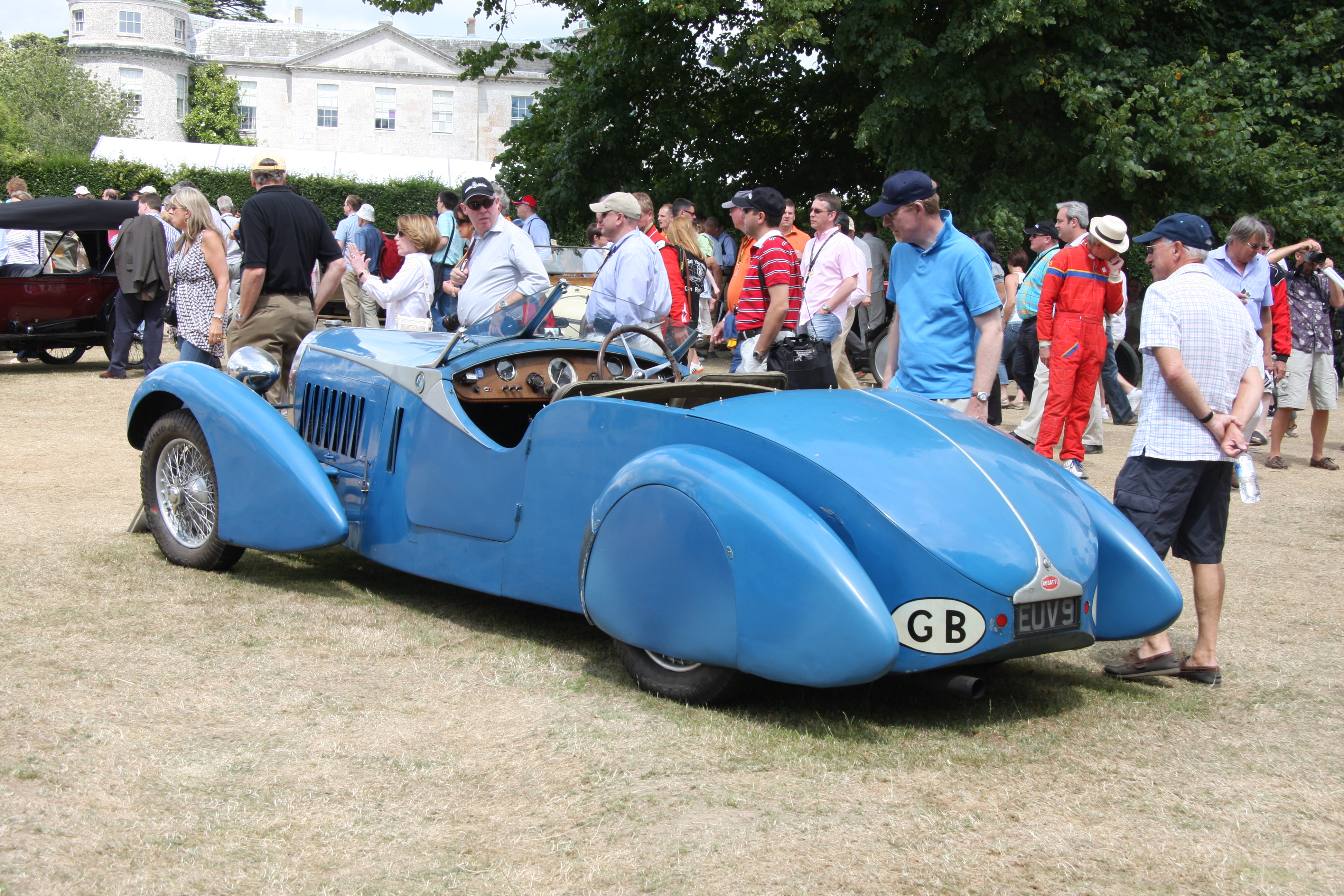
57 Tourer (torpédo) par Bertelli (Festival de vitesse de Goodwood 2009).

### Type 57 C (Compresseur)
Avec option compresseur mécanique, c'est une voiture de grand tourisme exceptionnelle, avec une puissance  poussée à environ 160 ch, pour une vitesse de pointe de 175 km/h. Cependant, un Galibier dernière série avec caisse en aluminium et compresseur a tourné à Montlhéry à plus de 200 km/h à l'heure en 1938. La consommation avec compresseur oscille ente 18 et 25 litres aux 100 km.  

57 C
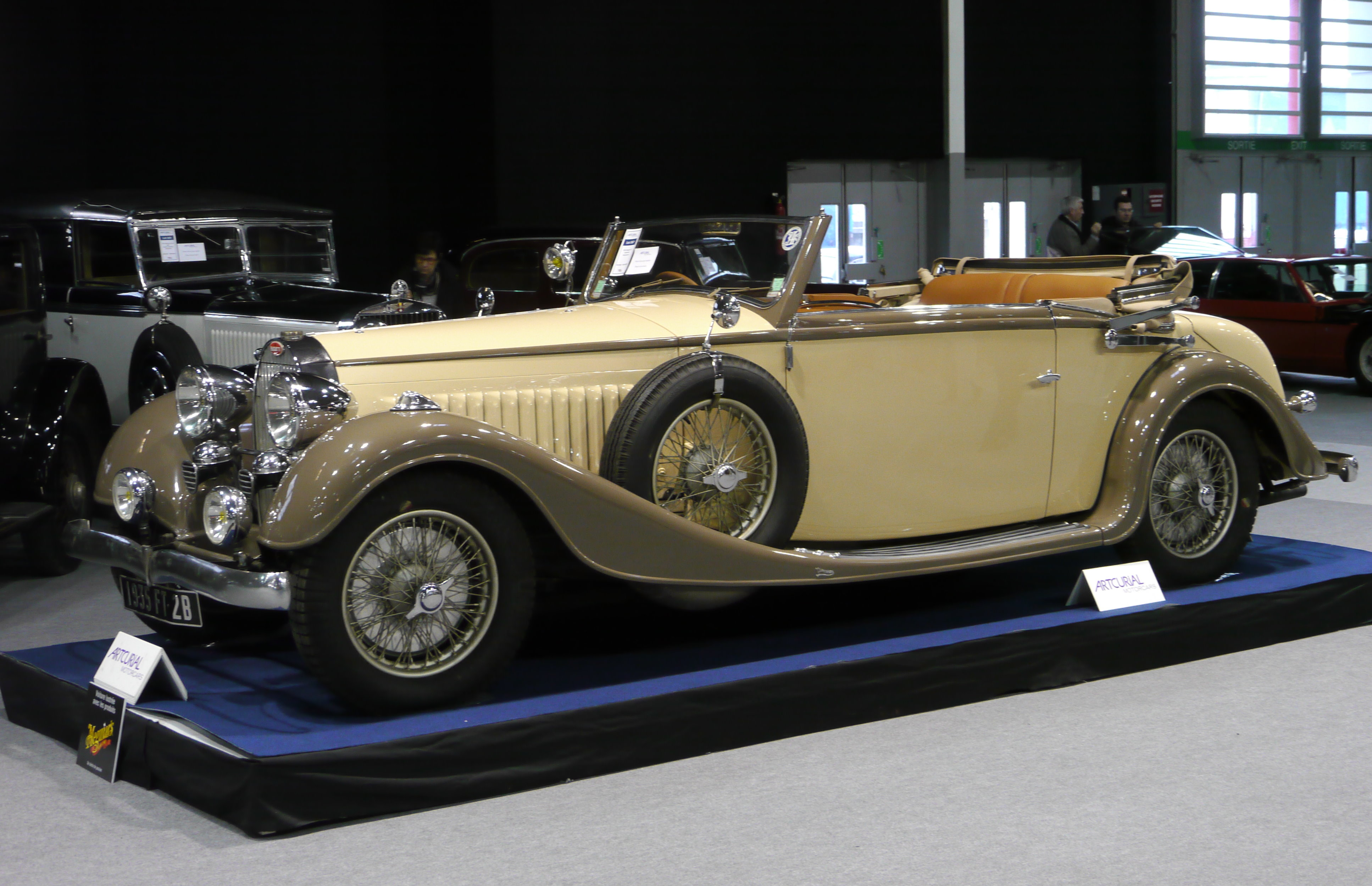
57 C cabriolet par Vanvooren 1935 (photo Rétromobile Paris).
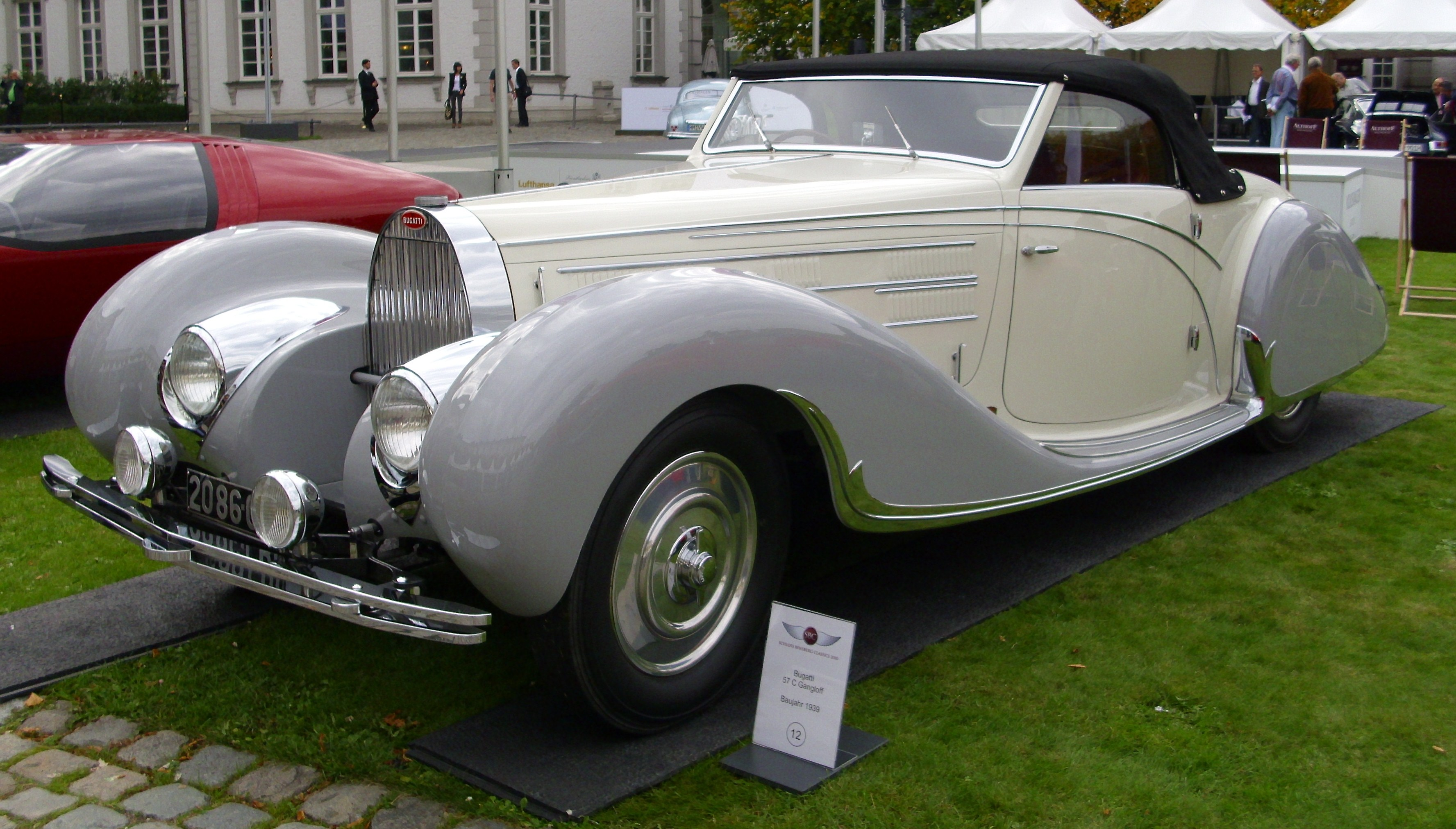
57 C cabriolet par Gangloff 1939.
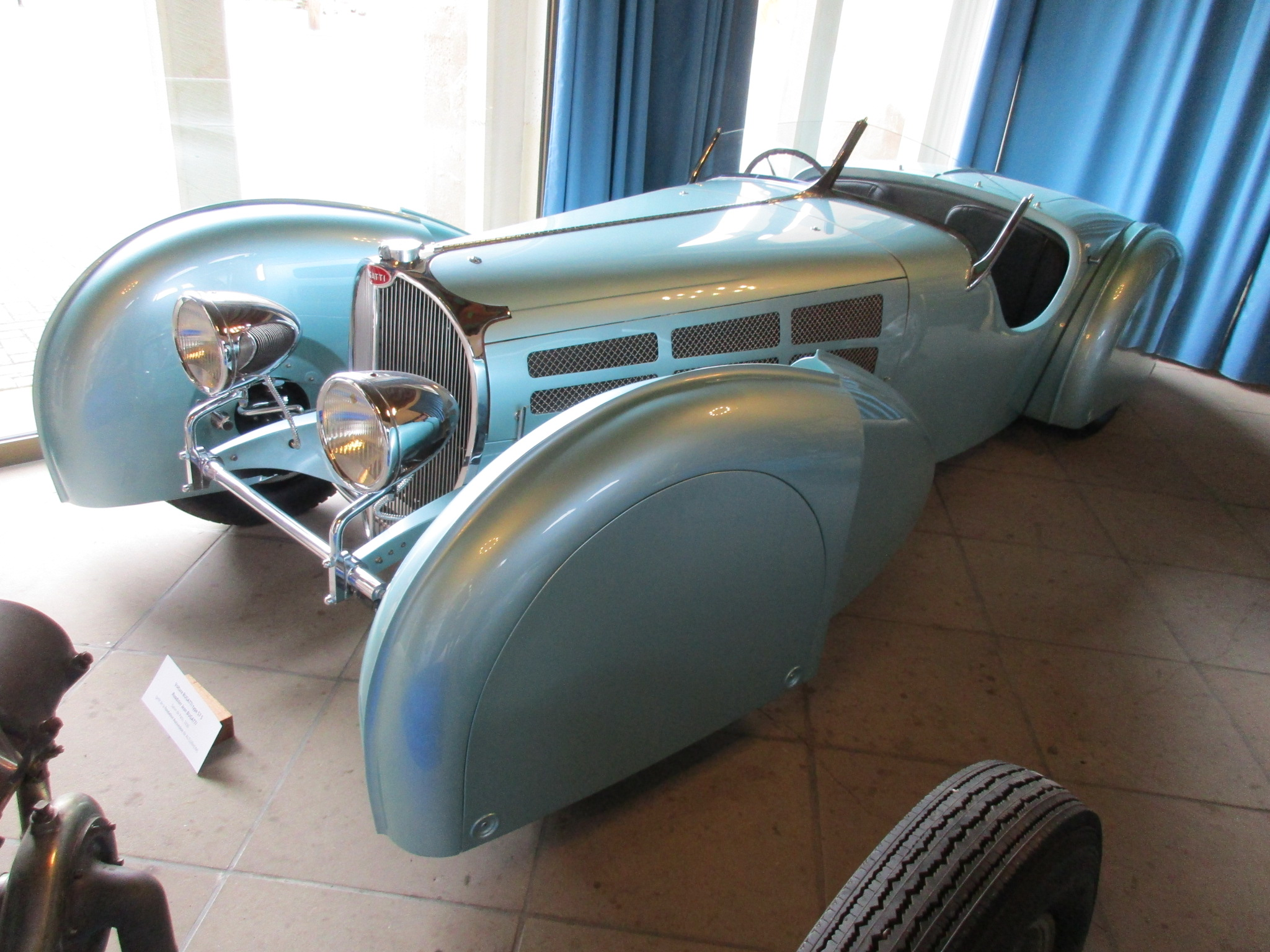
57 S carrosserie réplique roadster Jean Bugatti.
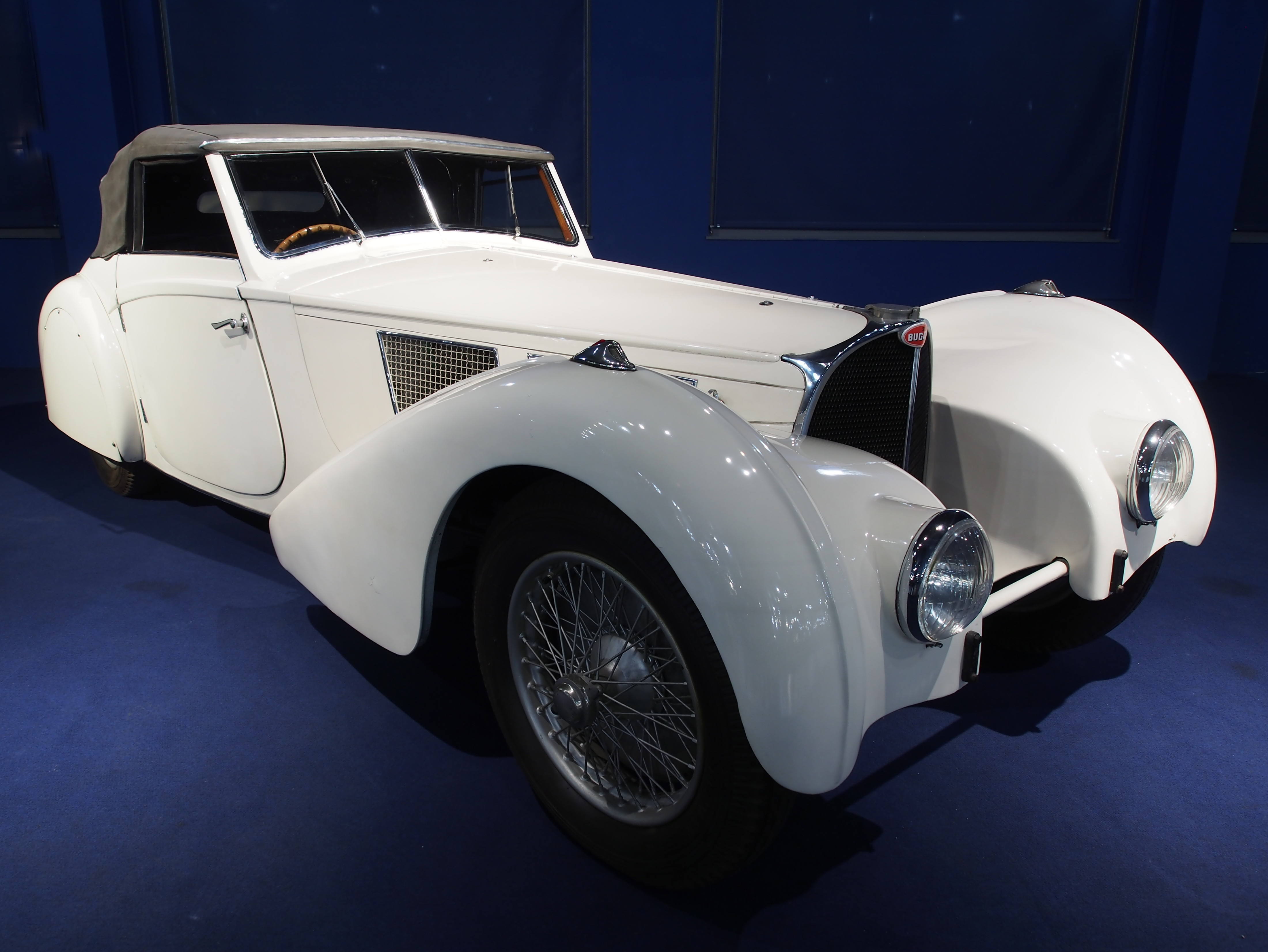
57 SC cabriolet par Vanvooren 1937 (Cité de l'automobile de Mulhouse).
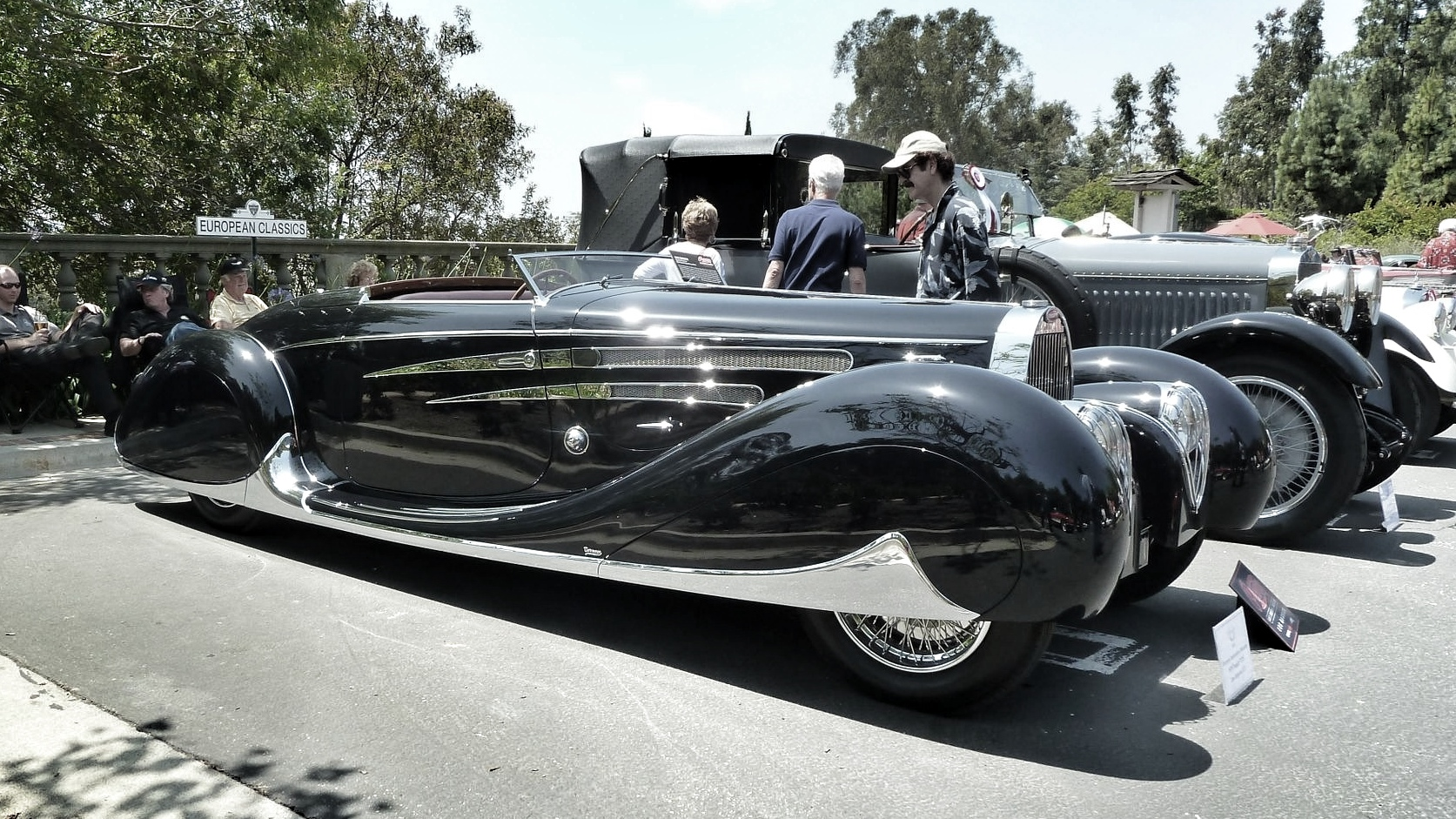
57 C cabriolet (dessin de Saoutchik) fabriqué par la carrosserie Vanvooren 1939 (cadeau de mariage de la France au Chah d’Iran Mohammad Reza Pahlavi avec Faouzia Fouad d'Égypte).
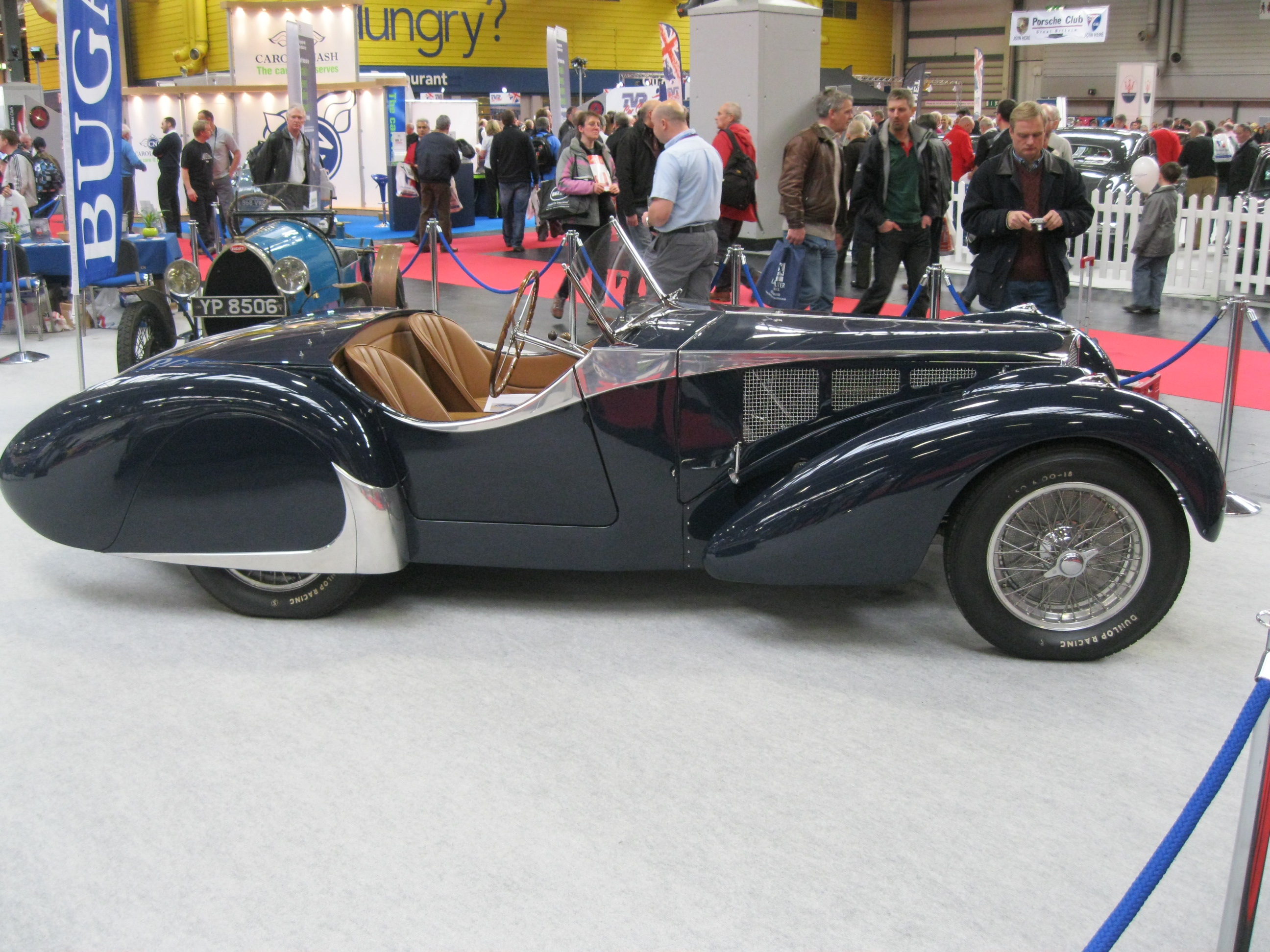
57 carrosserie réplique roadster Corsica.
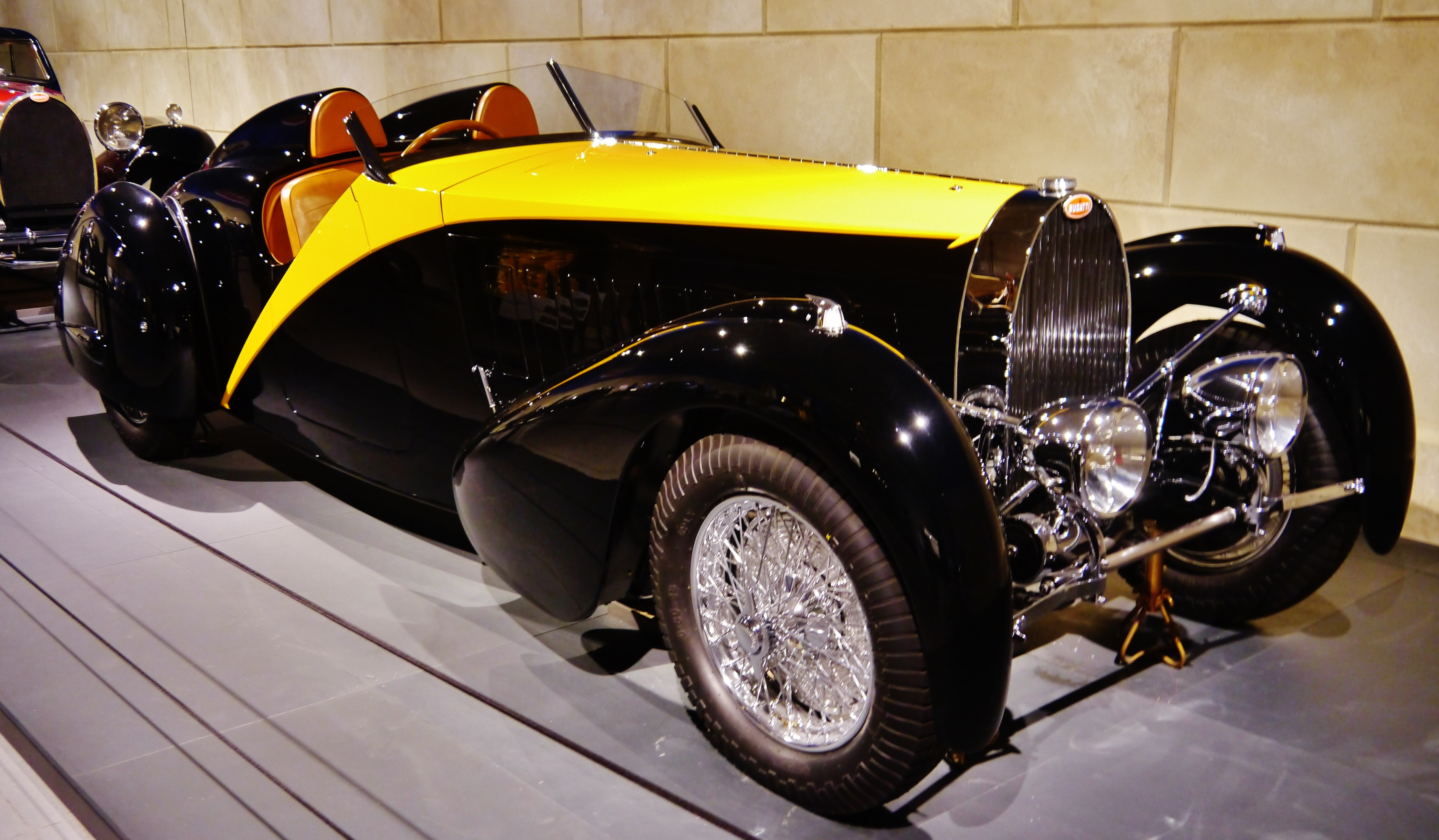
57 roadster Grand Raid 1934 par Jean Bugatti (collection Musée Louwman).
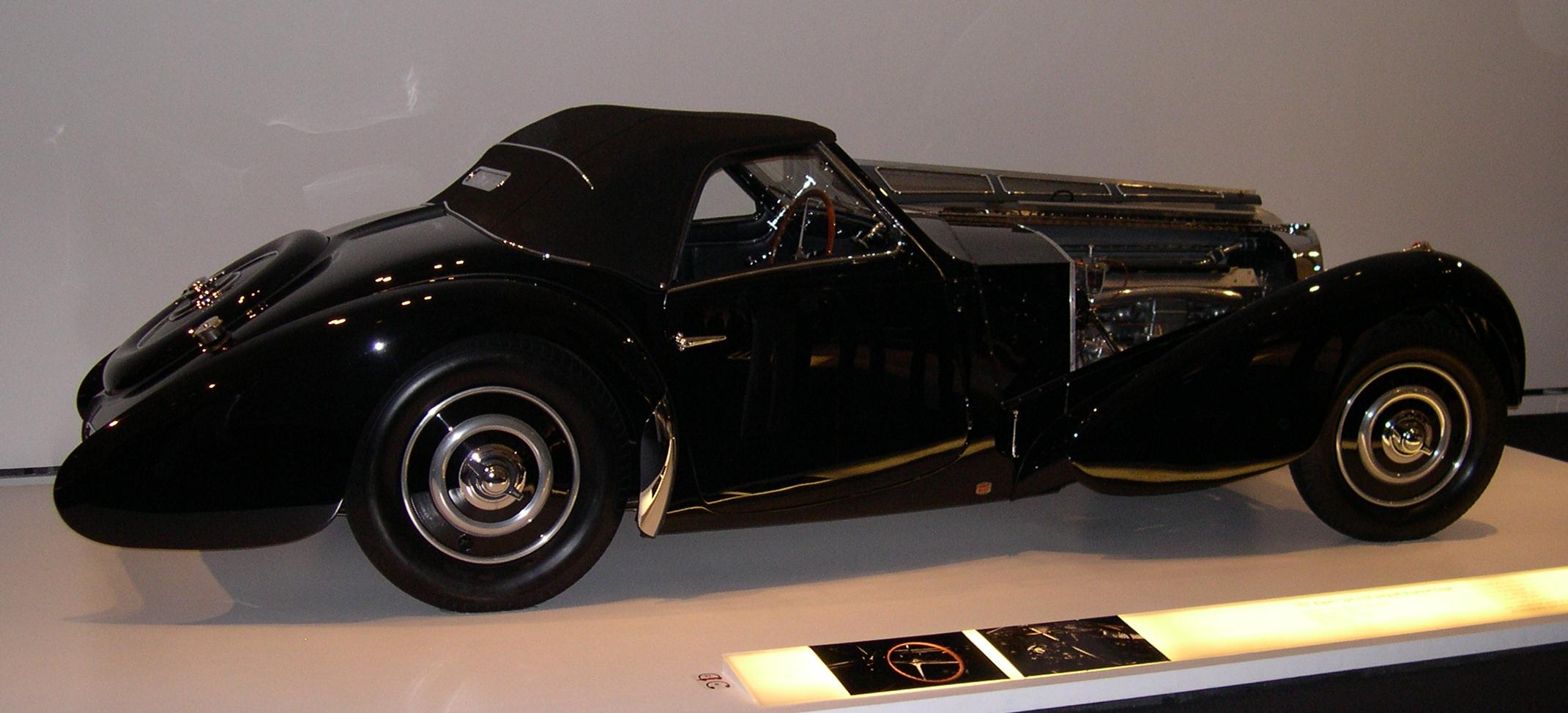
57 SC cabriolet par Gangloff 1937 (Collection automobile de Ralph Lauren).

### Type 57 S (Surbaissé)
Châssis court et surbaissé (raccourci de 3,3 à 2,98 m) pour un poids de 950 kg. L’essieu AR passe à travers les longerons, avec un moteur de 180 ch pour une vitesse de plus de 200 km/h. Produite à 43 exemplaires déclinés en 3 carrosseries par l'usine, sans compter les réalisations extérieures :
- Atlantic Coupé  sur base Aérolithe et châssis Type 57S (4 exemplaires)[5],[6].
- Atalante Coupé (17 exemplaires)
- Aravis Cabriolet (19 exemplaires)

Aérolithe, Atlantic, Atalante
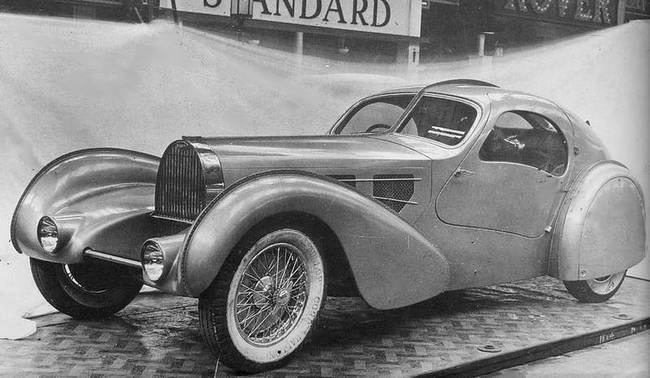
Prototype Bugatti Aérolithe de 1935 de Jean Bugatti.
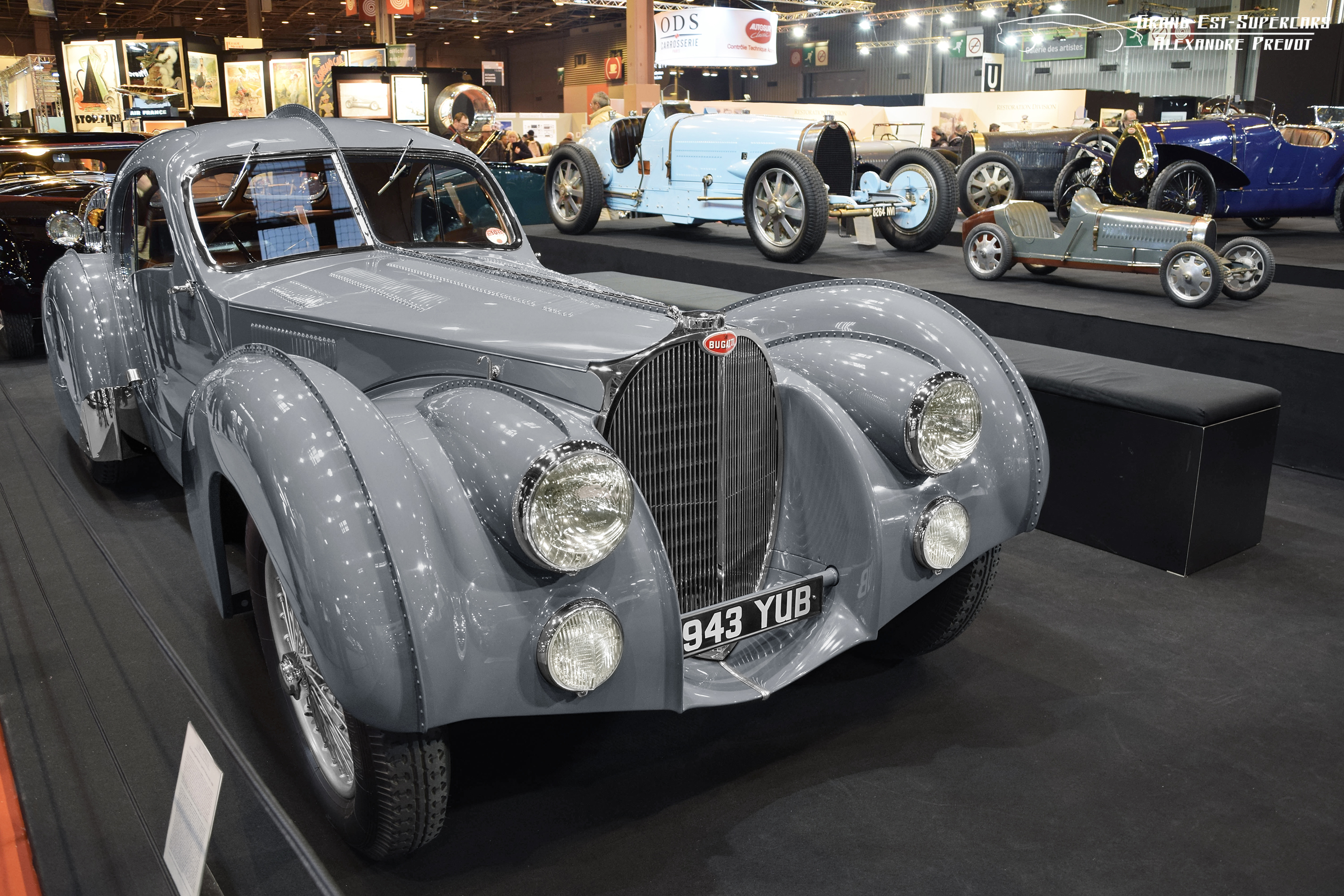
57SC Atlantic (Rétromobile Paris).
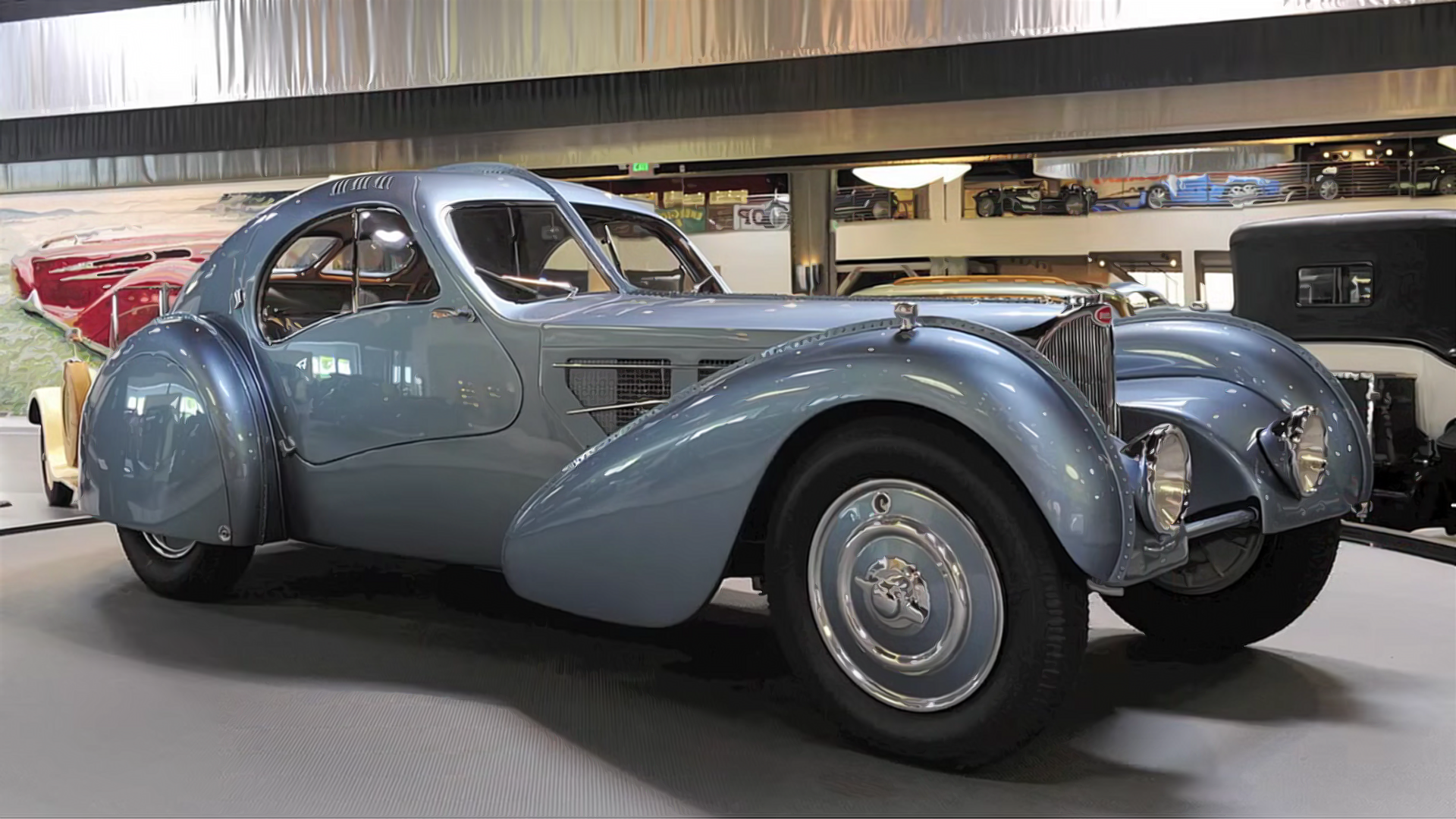
57SC Atlantic, musée de l'Automobile Mullin.
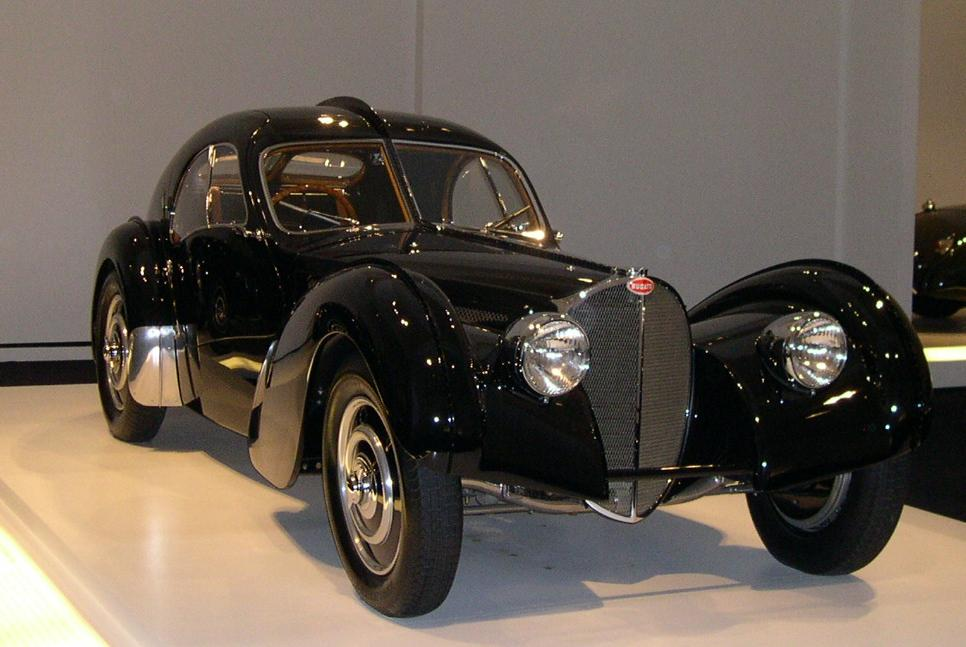
57SC Atlantic (Collection automobile de Ralph Lauren).
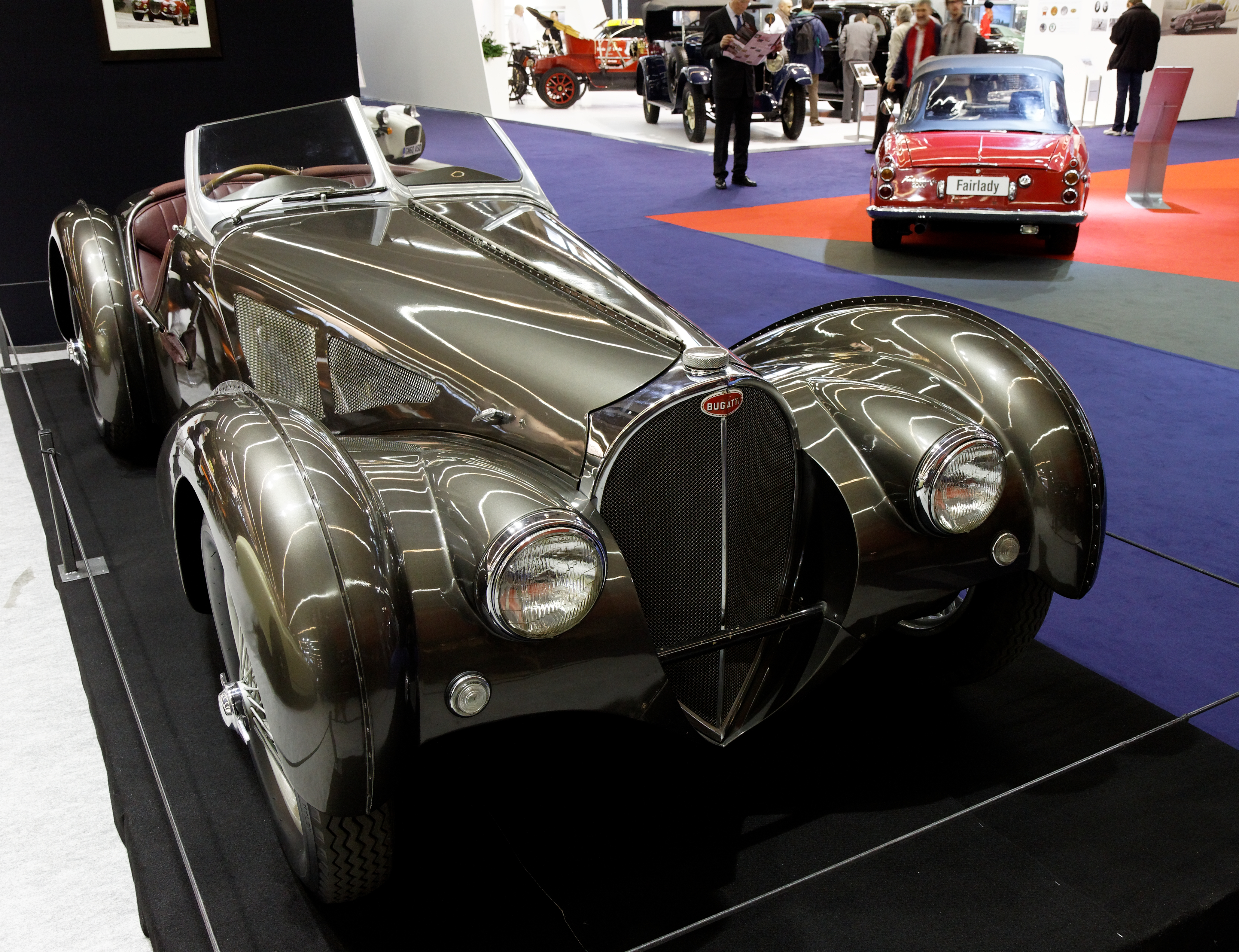
57 Atlantic Speeder (Galibier modifié).
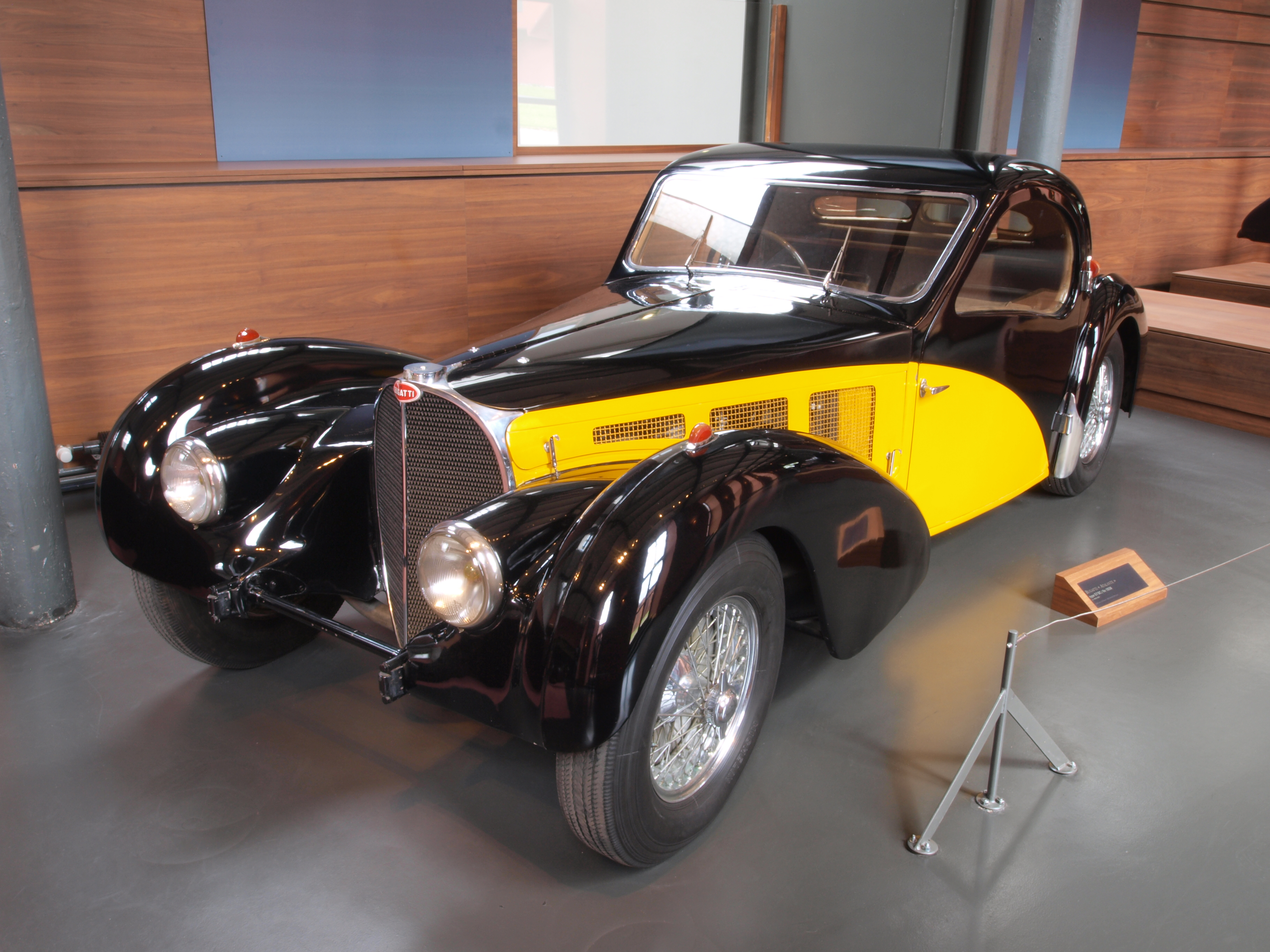
57SC Atalante (Cité de l'automobile de Mulhouse).
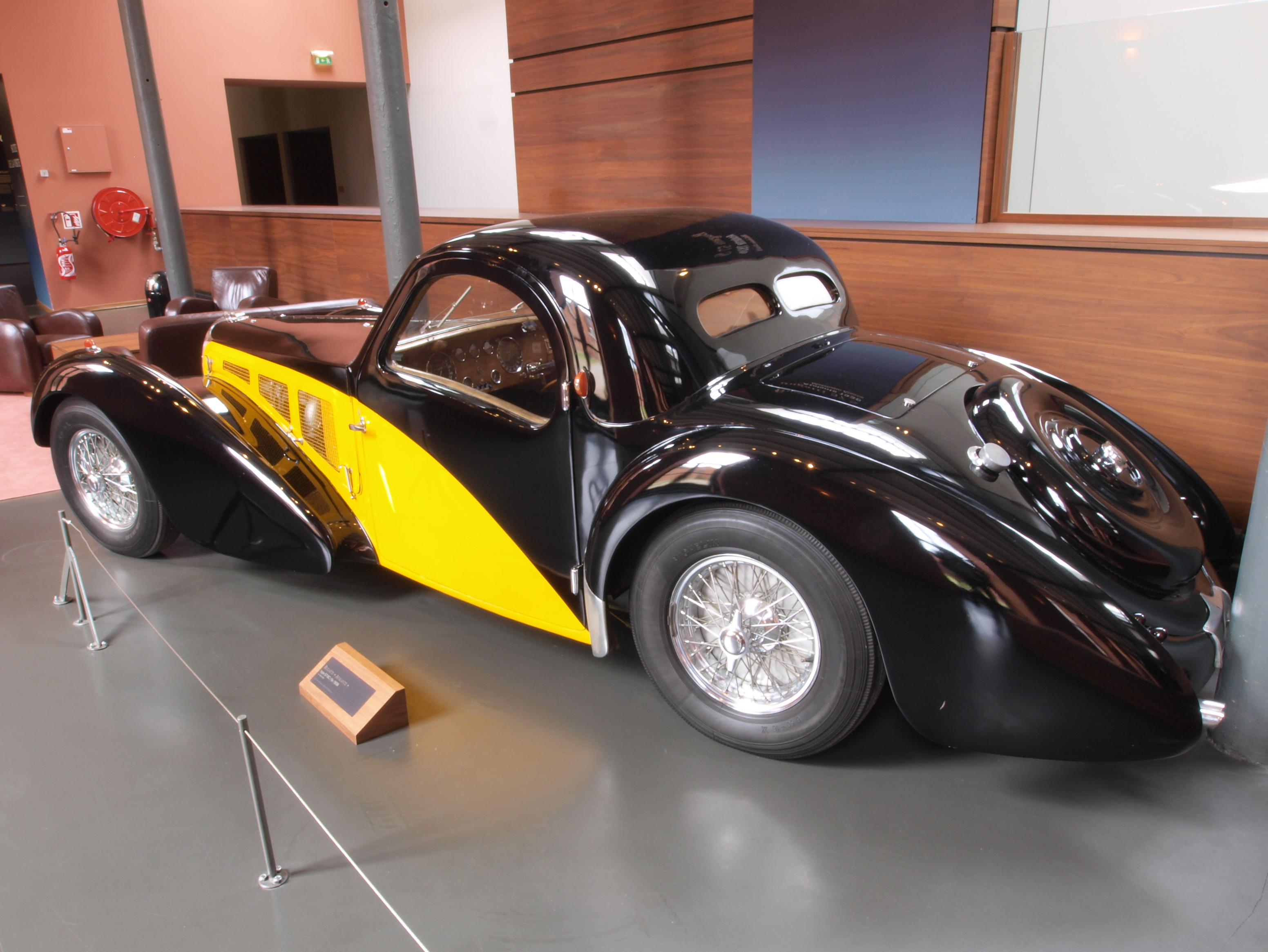
57SC Atalante.
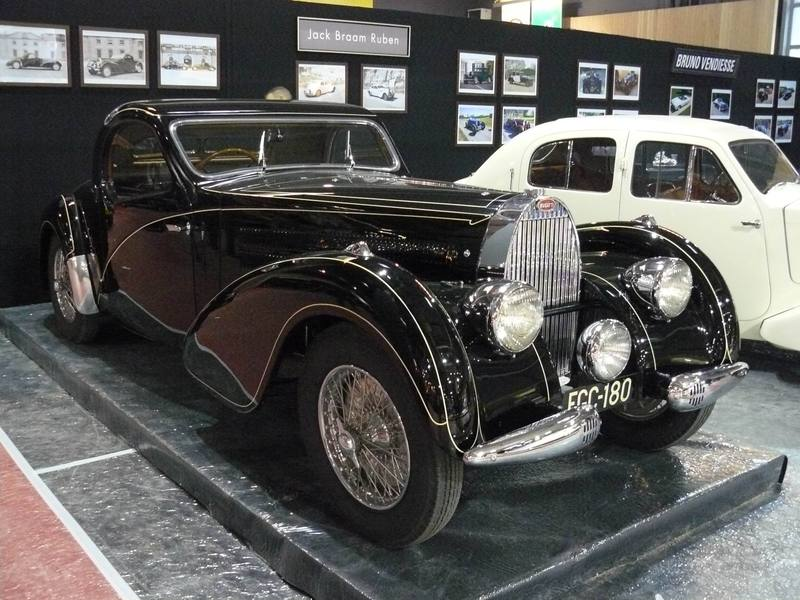
57 Atalante.
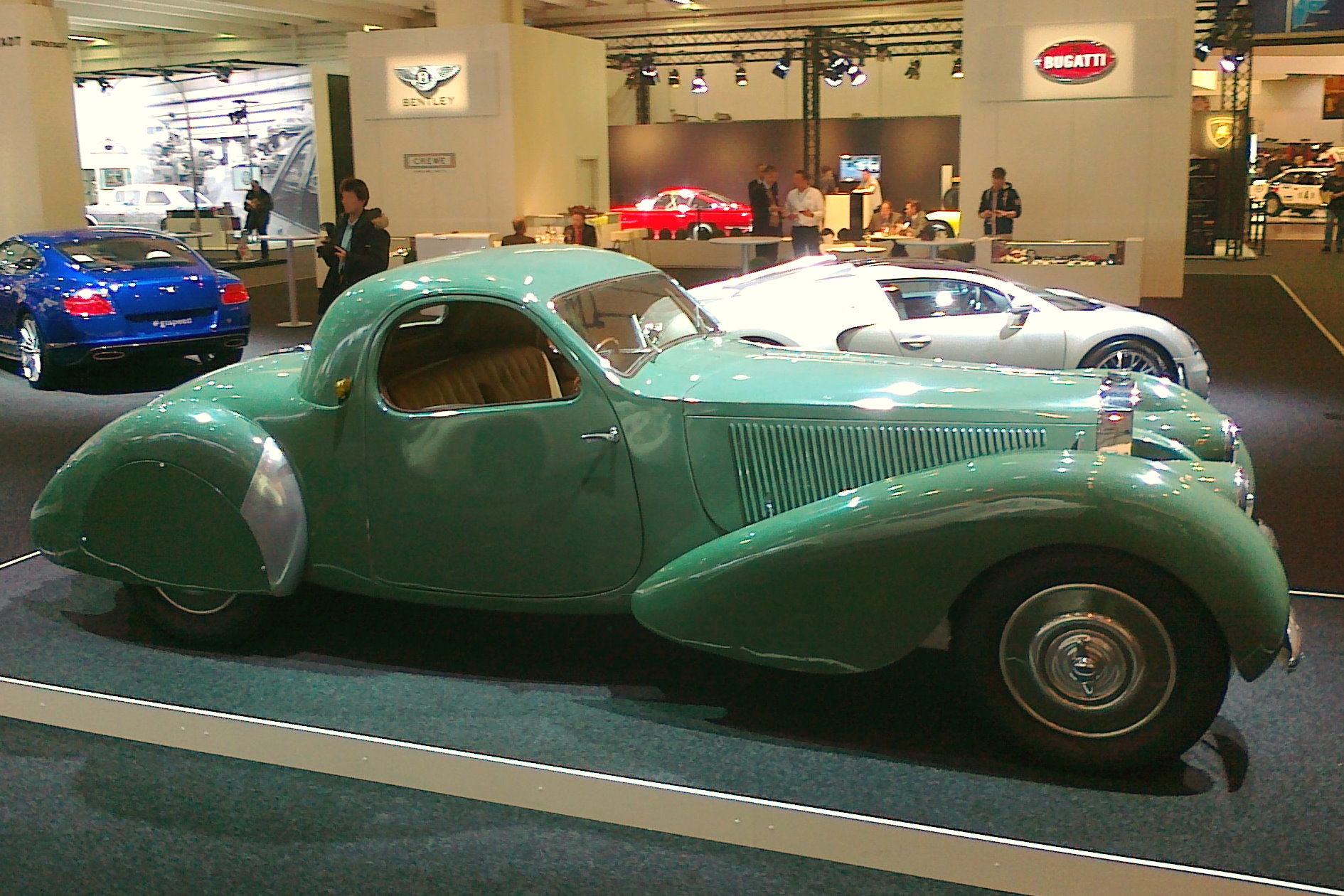
57C Atalante Vanvooren.
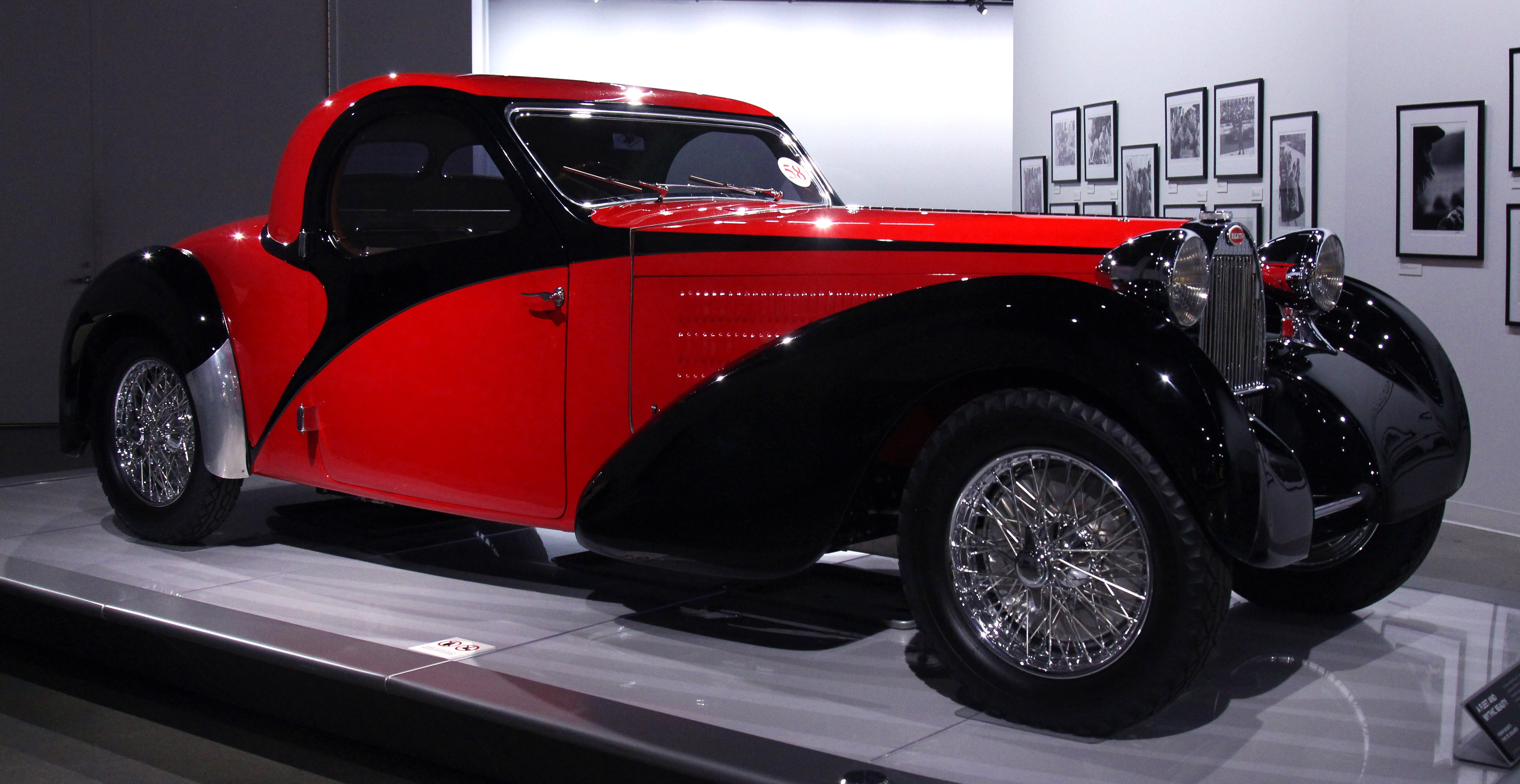
57C Atalante.

### Type 57 SC (Surbaissé - Compresseur)
La Type 57 SC est une 57 S à compresseur avec une puissance de 200 ch environ. Seuls deux exemplaires de la Type 57 SC ont été construits d'origine (celle ex-Dovaz et #57453), mais la plupart des possesseurs de Type 57 S ont fait ensuite ajouter le compresseur.

### Type 57 G Tank
Modèle de course carrossé en « Tank (Bugatti) ». La première 57 G est basée sur un châssis de Bugatti Type 59 avec un moteur de Type 57 non compressé, victorieuse du Grand Prix automobile de France 1936. En 1937, elle évolue en 57 S45 avec un moteur compressé de Bugatti Type 50B victorieuse des 24 Heures du Mans 1937. Une troisième version de 1939, est motorisée avec un moteur de 57 C compressé, victorieuse des 24 Heures du Mans 1939. Le comportement est alors très bon, et la vitesse de pointe approche les 240 km/h.

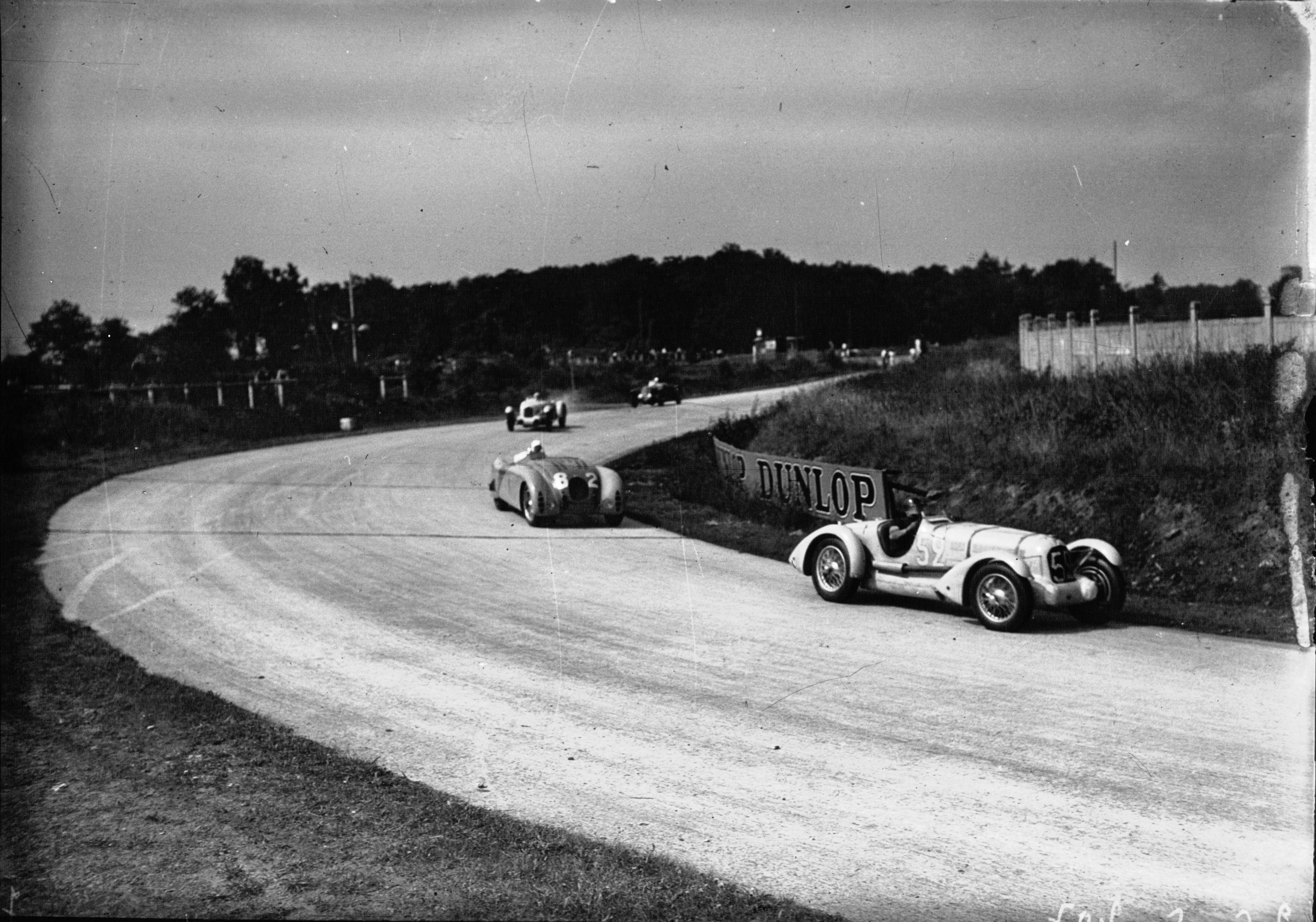
Bol d'or automobile 1936.
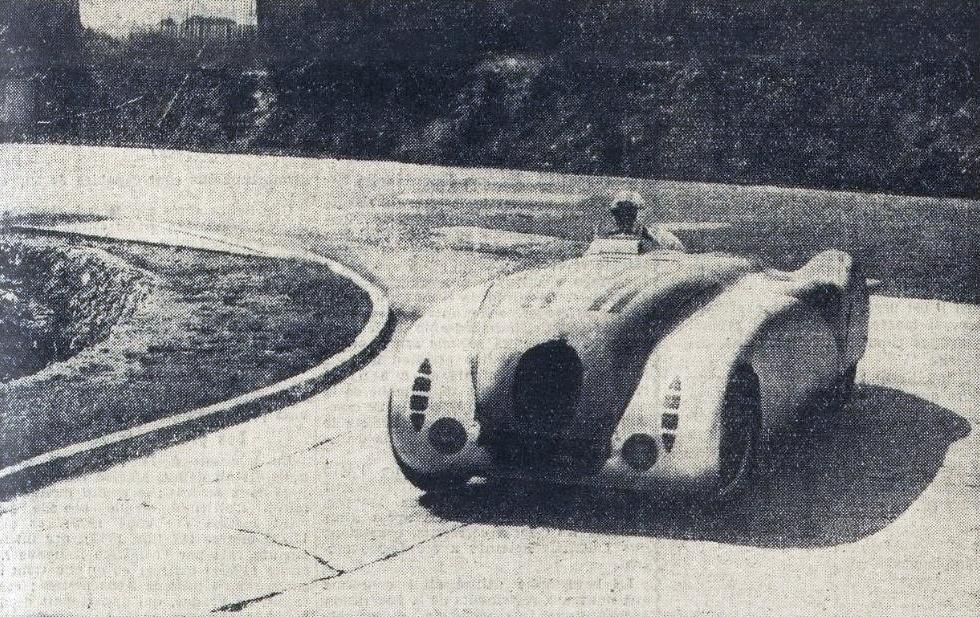
Victoire de Philippe de Rothschild et Robert Benoist au Grand Prix automobile de France 1936.
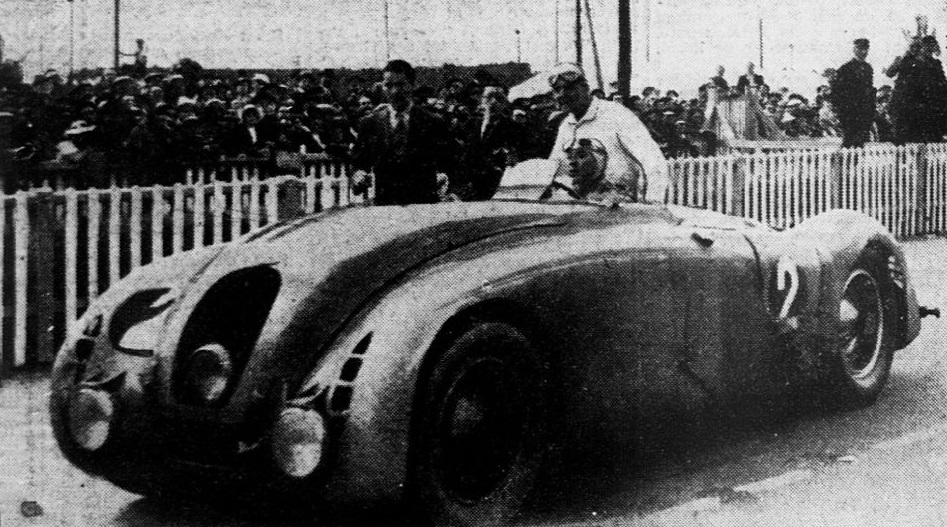
Victoire des 24 Heures du Mans 1937 avec Robert Benoist et Jean-Pierre Wimille.
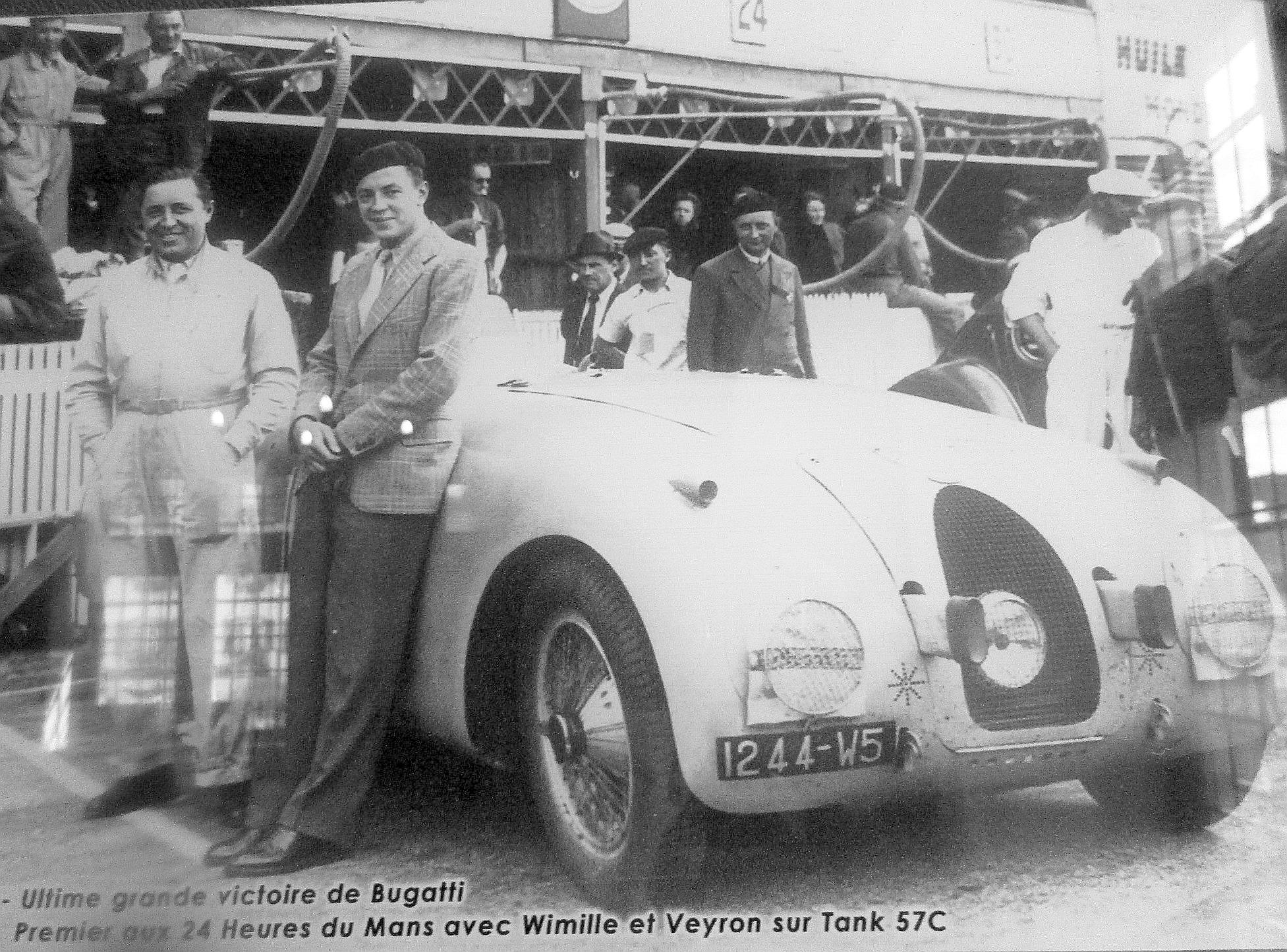
Victoire des 24 Heures du Mans 1939 avec Jean-Pierre Wimille (à droite) et Pierre Veyron (à gauche).
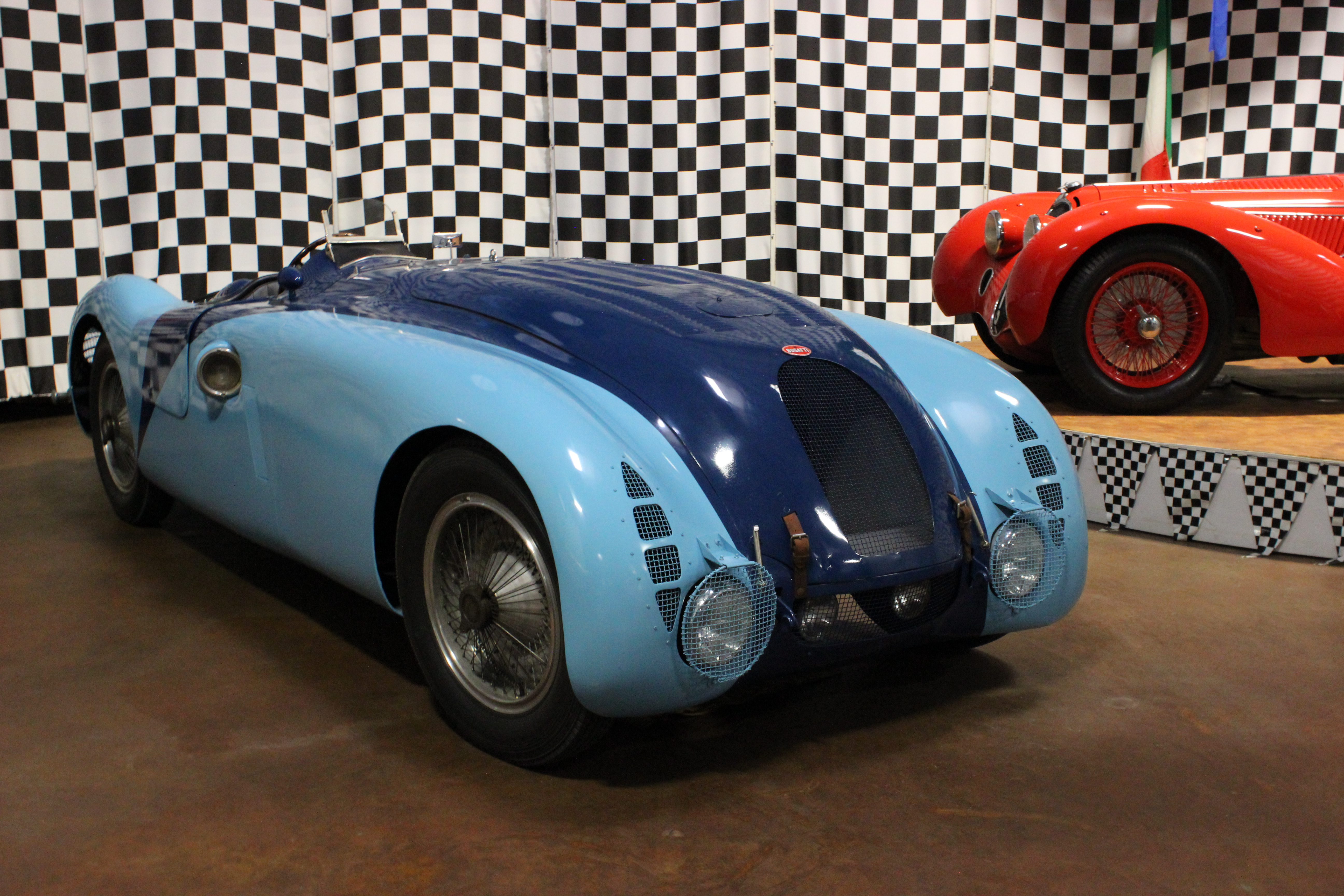
Bugatti 57G Tank Bugatti (Simeone Foundation Automotive Museum de Philadelphie).

Jean Bugatti se tue accidentellement au volant aux alentours de son usine Bugatti de Molsheim, au cours d'une séance d'essai et de mise au point d'une quatrième version à près de 200 km/h en août 1939. Son décès tragique et prématuré à l'âge de 30 ans, et la déclaration de la Seconde Guerre mondiale 23 jours plus tard, marquent la fin rapide de Bugatti.

### Type 57 T Concept
En 2018, Bugatti conçoit un concept-car prototype Bugatti Type 57 T Concept du designer Arthur Nustas, inspiré et en souvenir des Bugatti Type 57 Atlantique historiques de la marque, et des Bugatti Chiron de 2016 et Bugatti Divo de 2018,.

## Palmarès sportif partiel
- 1935 : Grand Critérium international de tourisme Paris-Nice 57 Torpedo (Tourer) pilotée par Gaston Descollas
- 1935 : Rallye des Alpes françaises pilotée par Gaston Descollas
- 1936 : Grand Prix de l'ACF, Grand Prix automobile de la Marne, et Circuit automobile du Comminges (57 G par Jean-Pierre Wimille)
- 1937 : Victoire absolue aux 24 Heures du Mans 1937 (57 G Tank Bugatti pilotée par Jean-Pierre Wimille et Robert Benoist)
- 1937 : Grand Prix de Pau, Grand Prix de Bône, et Grand Prix automobile de la Marne (57 G par Jean-Pierre Wimille)
- 1939 : Victoire absolue aux 24 Heures du Mans 1939 (57 C Tank Bugatti à compresseur par Jean-Pierre Wimille et Pierre Veyron)
- 1939 : Grand Prix du Centenaire Luxembourg (57 S45 de Jean-Pierre Wimille)
- 1936 : des 57 G remportent de nombreux records de vitesse en classe C, incluant le record de vitesse moyenne à l'heure s'établissant à 218 km/h et les 24 heures à 199 km/h.

## Quelques records de vente de collection et concours d’élégance
- Une Bugatti 57SC Atlantic 1936 a été adjugée à la Collection Peter Mullin, entre 30 et 40 millions de dollars US en 2010, ce qui constitue le record du prix d'une voiture. Anciennement propriété du collectionneur Peter D Williamson, cette Type 57SC est l'un des 3 exemplaires existant dans le monde.
- Une Bugatti 57 S Atalante coupé de 1937 a été adjugée aux enchères le 7 février 2009, durant la vente aux enchères organisée par Bonhams dans le cadre du salon Rétromobile de Paris pour 3 417 500 euros. Ce modèle, à restaurer, avait pour premier propriétaire Francis Curzon, pilote plus connu sous le nom de Earl Howe, et a été découvert en 2008 dans un garage privé de Newcastle, en Angleterre[9].
- Une Bugatti 57 C Stelvio cabriolet 4 places carrossée par Gangloff en 1939, a été adjugée aux enchères à Fontainebleau le 18 juin 2017 pour 1 269 000 euros (estimation entre 500 000 et 700 000 euros)
- Une Bugatti 57 C Atalante Gangloff de 1938, modèle à restaurer, a été adjugée aux enchères début juin 2007, durant le traditionnel Greenwich Concours d'Elégance dans le Connecticut pour 852 500 dollars (estimation 300⁄400 000 dollars).
- Enfin, la Bugatti 57 SC Atlantic  de Jean Bugatti, châssis #57453, dite La Voiture Noire, disparue entre Molsheim et Bordeaux en 1938, atteindrait les 100 millions d'euros si elle réapparaissait sur le marché[10].